# Ulica 6 Sierpnia w Łodzi

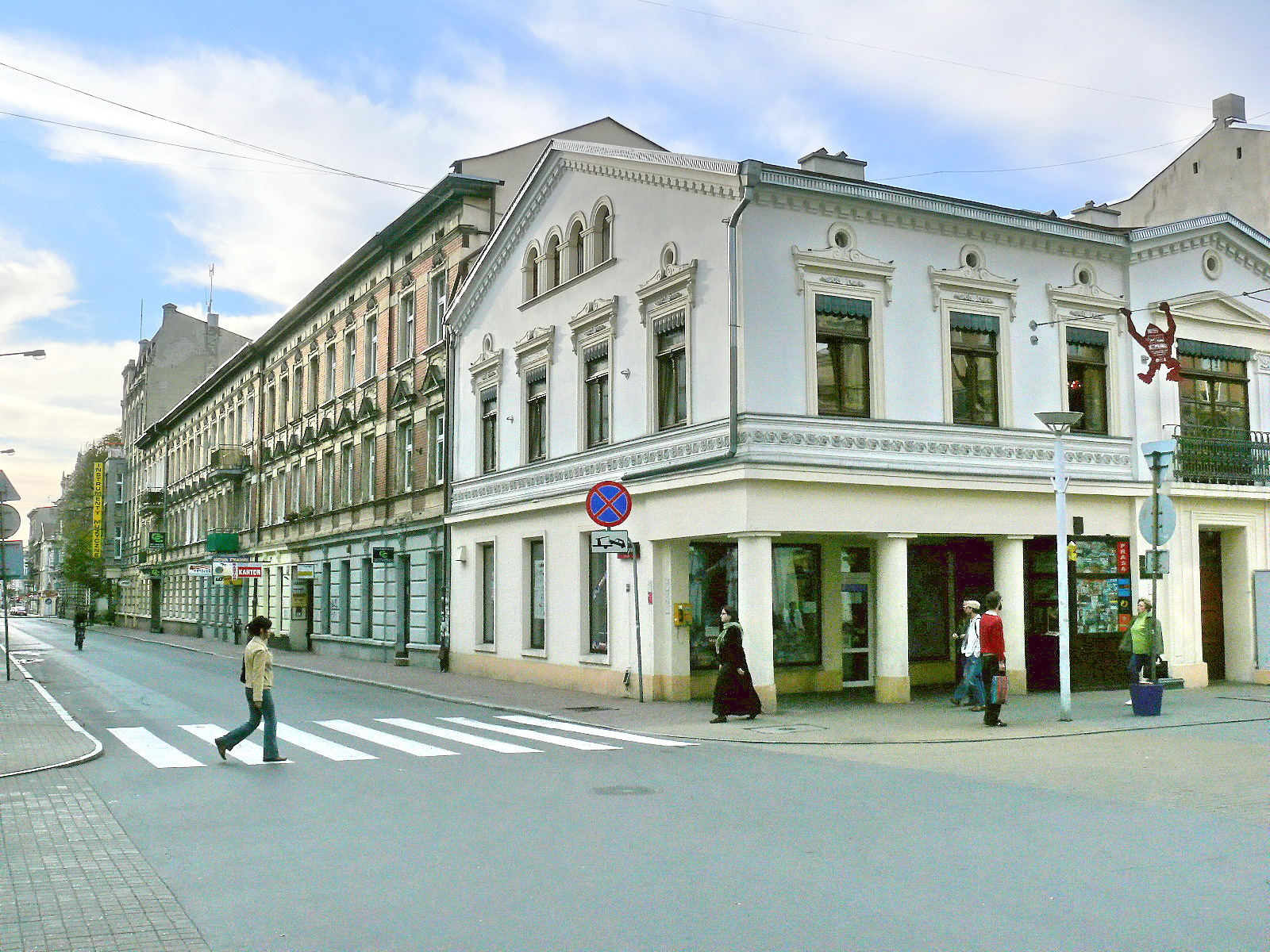
Początkowy odcinek ulicy 6 Sierpnia (widoczna strona nieparzysta) przed przekształceniem go w podwórzec miejski (wrzesień 2007)

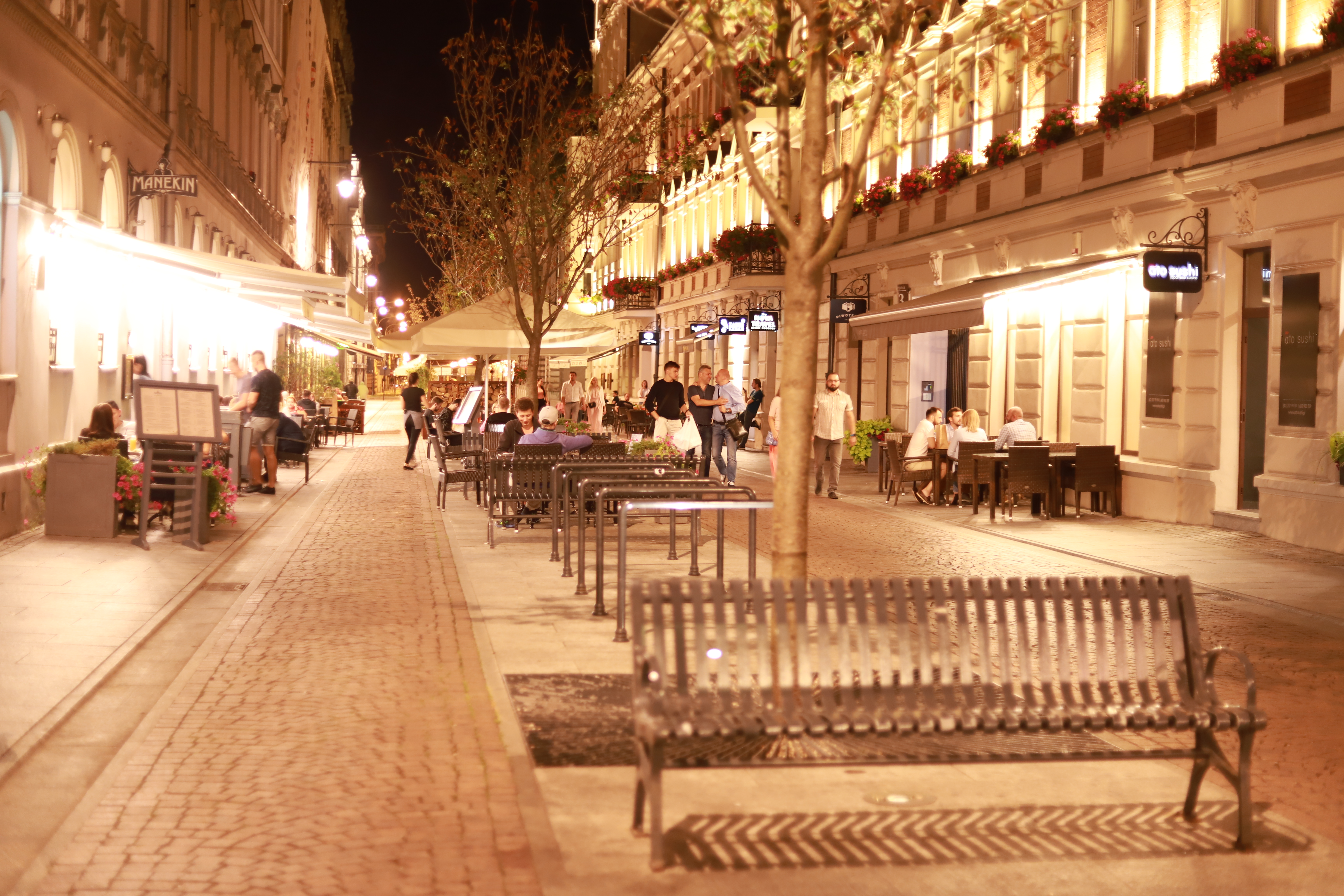
Początkowy odcinek ulicy 6 Sierpnia – podwórzec miejski (sierpień 2018)

Ulica 6 Sierpnia – ulica w zachodniej części Śródmieścia (obszar SIM – Centrum) i we wschodniej części Polesia (obszar SIM – Stare Polesie) w Łodzi, o długości około 2 km. Rozpoczyna się od skrzyżowania z ul. Piotrkowską i biegnie niemal równoleżnikowo do skrzyżowania z ul. gen. Lucjana Żeligowskiego, a dalej w kierunku południowo-zachodnim do skrzyżowania z al. Włókniarzy. Jej przedłużeniem na wschód, po drugiej stronie ul. Piotrkowskiej, jest ul. gen. Romualda Traugutta. Nazwa ulicy upamiętnia datę wymarszu Pierwszej Kompanii Kadrowej w 1914 roku.
Ulica jest podzielona na dwa odcinki przez przecinającą ją dwujezdniową al. Tadeusza Kościuszki – nie są możliwe ani przejazd na wprost, ani skręt w lewo (barierę stanowi wydzielone torowisko tramwajowe), po południowej stronie skrzyżowania pozostawiono jedynie możliwość przejścia pieszym. Początkowa, niespełna trzystumetrowa część ulicy, do skrzyżowania z ul. Wólczańską, leży w Centrum i w historyczno-turystycznej strefie miasta, pozostała część – na Starym Polesiu. Pierwszy odcinek ulicy – między ul. Piotrkowską a al. Tadeusza Kościuszki – jest objęty strefą uspokojonego ruchu, od końca czerwca 2014 roku stanowi podwórzec miejski (niderl. woonerf) i od 1 stycznia 2015 roku ma status drogi wewnętrznej. Pozostała część – od al. Tadeusza Kościuszki do końca – ma status drogi powiatowej (nr 1126E).
Od 5 sierpnia 2022 roku  ruch dwukierunkowy obowiązuje niemal na całej długości ulicy, jedynie na odcinku między ul. Piotrkowską a al. Tadeusza Kościuszki ruch jest jednokierunkowy w kierunku wschodnim, czyli odwrotnym do kierunku numeracji posesji.
Początkowa część ulicy (posesje pod numerami nieparzystymi 1–9 i parzystymi 2–20) należy do rzymskokatolickiej parafii Podwyższenia Świętego Krzyża, dalsza część po stronie parzystej (posesje pod numerami 22–98) – do rzymskokatolickiej parafii Matki Boskiej Zwycięskiej, a po stronie nieparzystej (posesje pod numerami 13–71) – do rzymskokatolickiej parafii św. Mateusza Apostoła.

## Historia

### Historia

#### Do roku 1918
Początkowy odcinek ulicy – od ul. Piotrkowskiej prawdopodobnie do ul. Wólczańskiej – został wytyczony w połowie lat 20. XIX w. – w okresie urządzania osady lniano-bawełnianej Łódka . Używana wobec niego nazwa – ulica Krótka – nie była oficjalną nazwą urzędową i odnosiła się także do przecznicy po drugiej stronie ul. Piotrkowskiej, czyli obecnej ul. Romualda Traugutta . Dopiero w roku 1863 rada miejska uporządkowała nazewnictwo ulic, nadając stałe, urzędowe nazwy tym, które dotychczas ich nie miały. Radni przyjęli wtedy zasadę, że przecznice ulicy Piotrkowskiej otrzymają po obu jej stronach oddzielne nazwy, tak więc odcinkowi ul. Krótkiej odchodzącemu od ul. Piotrkowskiej w kierunku zachodnim nadano urzędową nazwę ulicy Benedykta, zaś dla odcinka odchodzącego w kierunku wschodnim usankcjonowano oficjalnie dotychczasową nazwę. Dariusz Kędzierski, łódzki publicysta i filmowiec, wspomina o sporze wokół przyjętego wówczas patrona ulicy – czy nazwa miała upamiętniać Benedykta z Nursji, czy może Benedykta Tykla, współtwórcę Łodzi przemysłowej – uważając drugą wersję za mało prawdopodobną.
Ulica była stopniowo przedłużana i w latach 70. XIX w. kończyła się w rejonie Wiązowego Rynku (późn. Zielony Rynek, ob. pl. Norberta Barlickiego), przed projektowaną ulicą Pańską (ob. ul. Stefana Żeromskiego). W 1870 roku powstały dwie narożne kamienice przy skrzyżowaniu z ul. Piotrkowską (pod numerem 1/3 i przy ul. Piotrkowskiej 63). Zostały one wzniesione przez Karola Kretschmera – właściciela działającej tam od 1857 roku ręcznej tkalni chustek wełnianych, jednego z najstarszych łódzkich zakładów. Należała do niego większość parceli po północnej stronie ulicy. W tym samym roku powstał narożny budynek pod numerem 2 i przy ul. Piotrkowskiej 65, w którym Szaja Rosenblatt uruchomił trzy lata później przędzalnię wełny.
W roku 1880 przy ul. Benedykta 15 został wzniesiony budynek przędzalni wełny Henryka Federa i Jakuba Vivego. Zakład funkcjonował do początku lat 20. XX w. i zakończył działalność wskutek upadłości.
Postępująca rozbudowa dzielnicy określanej mianem Wiązowej spowodowała około roku 1880 dalsze przedłużenie ul. Benedykta w kierunku zachodnim, a za projektowaną wtedy ulicą Leszno vel Leśną (ob. ul. gen. Lucjana Żeligowskiego) – w kierunku południowo-zachodnim, do linii lasu miejskiego przebiegającej między dzisiejszymi posesjami pod numerami 102 i 104. Charakterystyczny dla dzielnicy Wiązowej był ukośny przebieg granic parcel i linii zabudowy – wzdłuż osi NE – SW, a więc niezgodny z prostokątną siatką ulic stanowiącą podstawowy element planu dzielnicy, natomiast zgodny z dawnym układem pól rolniczego miasteczka. Wyraźne załamanie przebiegu ulicy Benedykta (jak i kilku innych) z prawie równoleżnikowego do południowo-zachodniego za ul. Leszno vel Leśną wynikało z poprowadzenia tej i sąsiednich ulic śladem dawnych miedz i zagonów. Na przełomie lat 80. i 90. XIX w., z powodu ciasnej zabudowy i kłopotów z dostarczeniem wody, Karol Kretschmer przeniósł tkalnię chustek na działkę przy Szosie Milscha (ob. ul. Mikołaja Kopernika 62), a na zwolnionej działce pod numerem 5 rozpoczął budowę eklektycznej kamienicy, która w 1896 roku stała się jego rezydencją.
24 września 1889 roku doszczętnie spłonęła parowa przędzalnia wełny Edwarda Szolza vel Scholtza pod numerem 72 (w końcu XIX w. nr 72 i 74, dawny nr hip. 795ii i 795kk), istniejąca od 1881 roku i zatrudniająca ponad 50 robotników. Pożar powstał w pomieszczeniu szarpacza (tzw. wilka) i w ciągu około godziny pochłonął całą fabrykę. Straty oszacowano na ponad 50 000 rubli. Właściciel uzyskał pozwolenie na odbudowę przędzalni jeszcze przed końcem roku.
Wczesną jesienią 1889 roku na odcinku ulicy Benedykta między ul. Wólczańską a ul. Długą (ob. ul. Gdańska) rozpoczęto układanie podziemnego gazociągu, a rok później ta część ulicy została oświetlona latarniami gazowymi.
W roku 1895 przy ul. Benedykta 1 Zygmunt Bartkiewicz założył pierwszy w Łodzi Salon Artystyczny, w którym prezentowane były wystawy malarstwa nie tylko dojrzałych i uznanych artystów (m.in. Chełmońskiego, Fałata, Juliusza Kossaka, Podkowińskiego i Siemiradzkiego), ale i adeptów tej dziedziny sztuki (m.in. Hirszenberga i Pilichowskiego). Pierwsza wystawa dzieł sztuki czystej stosowanej została otwarta 3 grudnia. Wielkim osiągnięciem placówki stała się wystawa malarstwa ze zbiorów prywatnych zorganizowana w roku 1898 na cele charytatywne – jej katalog obejmował dzieła 94 artystów (220 obrazów, 24 rzeźby i brązy oraz rysunki architektoniczne 6 architektów). Salon istniał tam do początków roku 1899 – do przeniesienia na ul. Zawadzką (ob. ul. dr. Adama Próchnika) 3.
W tym czasie, na przełomie XIX i XX w., rosyjski Bank Państwa zakupił od małżonków Szai i Rozalii (Rywki) Rosenblattów za kwotę 242 500 rubli narożną działkę przy ul. Benedykta 6 i ul. Spacerowej vel Promenadzie (ob. al. Tadeusza Kościuszki) 14 z przeznaczeniem na wybudowanie na niej swojej siedziby. W wyniku ogłoszonego w 1901 roku konkursu został wybrany projekt autorstwa Dawida Landego. Gmach banku wzniesiono w latach 1905–1908.
Podjęta w 1900 roku budowa linii Kolei Warszawsko-Kaliskiej przesądziła o ostatecznej długości ulicy Benedykta. Zatwierdzony końcowy projekt przebiegu linii przysuwał ją jak najbliżej miasta – przewidywał poprowadzenie jej wzdłuż wschodniej granicy lasu miejskiego i potrzebę budowy czterech wiaduktów kolejowych: nad Szosą Konstantynowską (ob. ul. Konstantynowska) oraz nad ulicami Benedykta, Andrzeja (ob. ul. Andrzeja Struga) i Karolewską. Względy oszczędnościowe wymusiły jednak rezygnację z budowy wiaduktów nad ulicami Benedykta i Andrzeja, a wybudowana linia kolejowa stała się dla obu ulic ostateczną barierą ograniczającą ich długość.
Przed I wojną światową ulica Benedykta była drogą gruntową. W latach 1915–1916 wybrukowano odcinek od Promenade (ob. al. Tadeusza Kościuszki) do Spinnlinie (ob. ul. Wólczańska), a w latach 1916–1917 – odcinek od Leschnostraße (ob. ul. gen. Lucjana Żeligowskiego) w kierunku dworca Łódź Kaliska. W latach 1915–1918 okupujący Łódź Niemcy wprowadzili nazewnictwo niemieckojęzyczne – ulica Benedykta stała się Benediktstraße . Gmach dawnego rosyjskiego Banku Państwa zajęła okupacyjna administracja niemiecka. Po wyparciu wojsk niemieckich z Łodzi wojskowe Dowództwo Miasta, którego komendantem był kpt. Alfred Biłyk, zajęło gmach przy ul. Benedykta 6.

#### Lata 1918–1945
Po zakończeniu wojny ulicy nadano w 1918 roku ponownie polskojęzyczną nazwę św. Benedykta, jednak obowiązywała ona zaledwie przez rok . Na uroczystym posiedzeniu rady miejskiej, zwołanym w auli gmachu przy ul. Średniej (ob. ul. Pomorska) 16 na dzień 6 sierpnia 1919 roku z okazji 5. rocznicy wymarszu z krakowskich Oleandrów Pierwszej Kompanii Kadrowej, radni przyjęli przez aklamację rezolucję zapowiadającą nadanie dotychczasowej ul. św. Benedykta nazwy 6 Sierpnia, upamiętniającej datę wymarszu . Zmiany dokonano prawdopodobnie w połowie listopada 1919 roku – w protokole obrad rady miejskiej z 4 listopada ulica figurowała jeszcze pod nazwą ul. Benedykta (bez członu „św.”), zaś w wydaniu „Dziennika Zarządu m. Łodzi” z 25 listopada – już pod nową nazwą.
W roku 1923 upadłą przędzalnię wełny Federa i Vivego przy ul. 6 Sierpnia 15 zakupili właściciele pobliskiej Fabryki Mydeł Toaletowych i Kosmetyków – Hugo Güttel i Józef Wójtowicz. Trzy lata później firma zmieniła nazwę na Wytwórnię Mydeł Toaletowych i Wody Kolońskiej „Józef Wójtowicz, Hugo Güttel i S-ka”, a w 1929 roku – na Fabrykę Mydła i Kosmetyków Hugo Güttel „Pixin”.
9 kwietnia 1924 roku we wczesnych godzinach porannych w kotłowni przędzalni Stefana Angersteina pod numerem 17 wybuchł pożar, który szybko rozprzestrzenił się, obejmując cały trzypiętrowy gmach fabryczny. Z ogniem walczyły wszystkie łódzkie oddziały Straży Ogniowej Ochotniczej – łącznie 14 jednostek. Akcją dowodził wicekomendant SOO w Łodzi – Karol Scheibler. Pożar został ugaszony wczesnym popołudniem, lecz fabryka spłonęła całkowicie wraz z wyposażeniem, towarem i surowcami, co pozbawiło pracy 300 robotników. Podczas akcji gaśniczej runął wraz z maszynami przepalony strop II piętra, odcinając drogę ucieczki trzem strażakom, którzy wskutek tego zginęli w płomieniach. Po nabożeństwie żałobnym, odprawionym 12 kwietnia 1924 roku w katedrze św. Stanisława Kostki przez ordynariusza łódzkiego bpa Wincentego Tymienieckiego, zostali oni pochowani w bratniej mogile w części katolickiej Starego Cmentarza przy ul. Ogrodowej 39. Niedługo potem mogiłę zwieńczył pomnik nagrobny w postaci trzech strzaskanych kolumn, wzniesiony ze składek łódzkiego społeczeństwa.
Na początku lat 20. XX w. miasto przekazało dla potrzeb wojska rozległy teren rozciągający się wzdłuż ul. 6 Sierpnia po jej północnej stronie, między ul. Leszno (ob. ul. gen. Lucjana Żeligowskiego) a ul. Towarową (ob. al. Włókniarzy), należący w II połowie XIX w. do Fryderyka Sellina, zwany Zelinówką (vel Selinówką). W 1925 roku oddano do użytku pod numerem 71 pełnowymiarowy stadion piłkarski, który rok później objął we władanie nowo powstały Wojskowy Klub Sportowy (po II wojnie światowej WKS „Orzeł” Łódź) .
W 1927 roku w ulicy ułożono torowisko tramwajowe na odcinku między ul. Piotrkowską a al. Tadeusza Kościuszki. Pierwsze tramwaje – linii „17” kursującej z pl. Fryderyka Sellina (od 1930 i ob. pl. gen. Józefa Hallera) w kierunku pl. Władysława Reymonta i w kierunku powrotnym – przejechały nim 26 października. Torowisko było eksploatowane niemal bez przerwy przez 23 lata, a w różnych okresach kursowały nim łącznie cztery linie („6”, „7”, „14” i „17”). W tym samym roku gmach dawnego rosyjskiego Banku Państwa stał się własnością Banku Polskiego S.A.
W latach 1926–1933 rozbudowywano wojskowe obiekty sportowe przy ul. 6 Sierpnia 71 (wówczas wszystkie miały przypisany adres pl. Fryderyka Sellina, od 1930 i ob. pl. gen. Józefa Hallera). W miejscu pierwszego boiska powstał stadion z bieżnią lekkoatletyczną, bliżej ul. Towarowej – drugi stadion piłkarski, strzelnica olimpijska, cztery korty tenisowe i boiska do gier zespołowych .
W czasie II wojny światowej niemieckie władze okupacyjne wprowadziły w 1940 roku niemieckojęzyczne nazewnictwo ulic – nazwę ul. 6 Sierpnia zmieniono na Bismarckstraße, ku czci Ottona von Bismarcka – pierwszego kanclerza Rzeszy . Jeszcze w tym samym roku, po nadaniu Łodzi nazwy Litzmannstadt, ulica została przemianowana na Straße der 8. Armee – dla upamiętnienia niemieckiej 8 Armii, która wczesną jesienią 1939 roku odniosła zwycięstwo w bitwie nad Bzurą. Ta nazwa obowiązywała do końca wojny .

#### Lata 1945–1989
[...] Niektórzy mieszkańcy Śródmieścia opowiadają o tzw. Złotym Rogu, u zbiegu
ul. 22 Lipca (dziś 6 Sierpnia) i Wólczańskiej. Nie pamiętają, skąd wzięła się nazwa, ale wspominają regularne bitwy chuliganów o to miejsce. Naprzeciw siebie stawało nawet po dwudziestu mężczyzn i tłukło się do upadłego. [...]

Po zakończeniu działań wojennych przywrócona została przedwojenna nazwa ulicy. Od 17 października 1945 roku – dnia faktycznego przyłączenia miasta Rudy Pabianickiej do Łodzi – do 13 listopada 1946 roku istniały w Łodzi dwie ulice 6 Sierpnia (14 listopada ulicę w Rudzie Pabianickiej w ramach porządkowania nazewnictwa przemianowano na ulicę Kuźnicką). Uchwałą nr 76 Miejskiej Rady Narodowej w Łodzi z 21 lipca 1949 roku, zatwierdzoną 7 września 1949 przez Radę Państwa, została dokonana kolejna zmiana nazwy – ulica 6 Sierpnia stała się ulicą 22 Lipca (dla upamiętnienia daty ogłoszenia Manifestu PKWN ), o czym poinformował Starosta Grodzki Śródmiejsko-Łódzki w obwieszczeniu z 2 grudnia 1949. Kilka miesięcy wcześniej ulica znalazła się wśród tych miejsc, w których prezydent Łodzi zakazał wykonywania ulicznych zdjęć fotograficznych (w związku z zakazem wszelkiego tamowania ruchu na chodnikach).

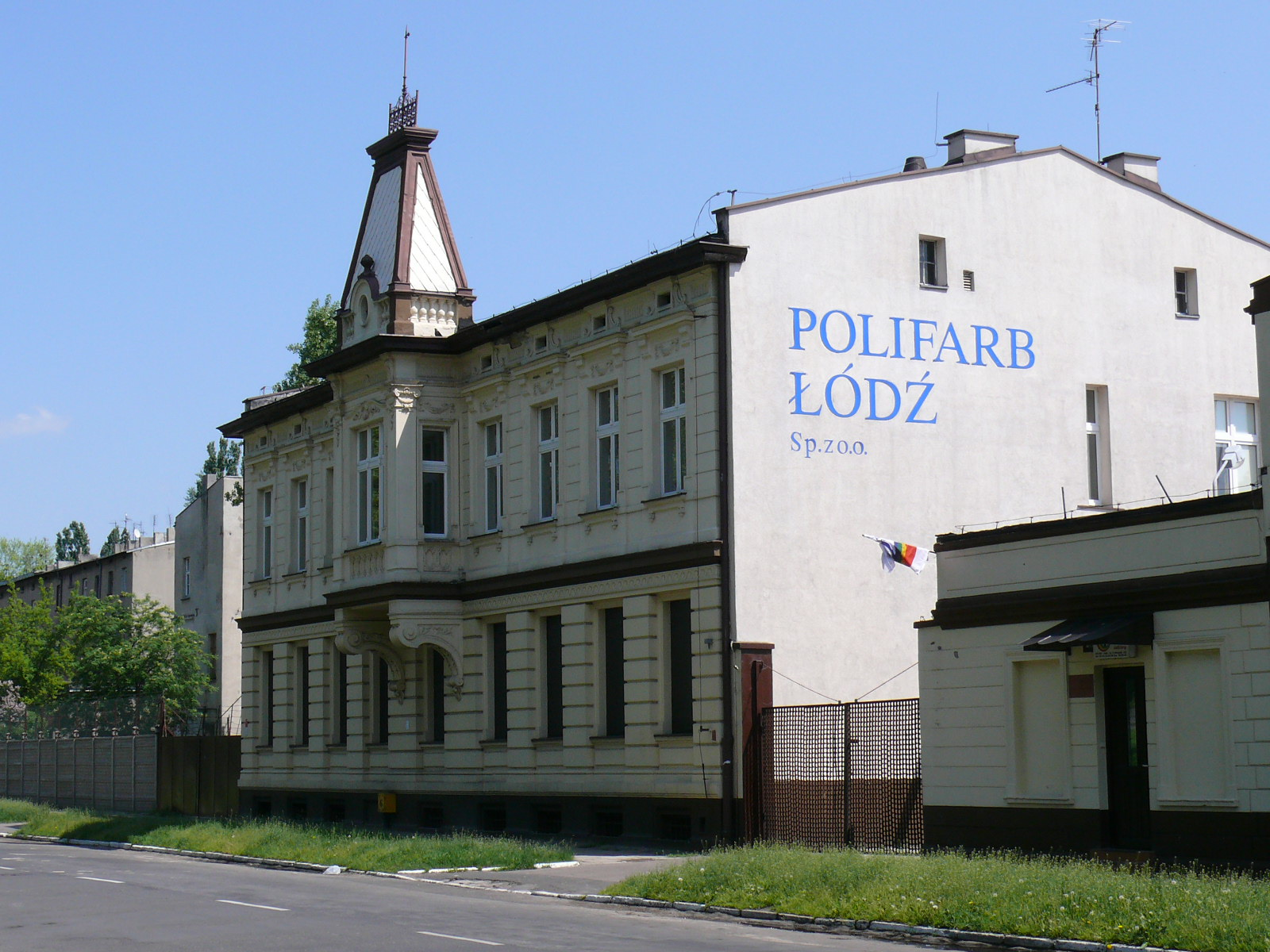
Ul. 6 Sierpnia 100 – d. dom rezydencjonalny Josela vel Józefa Rosenblatta z końca XIX w., ob. biura zakładów Polifarb-Łódź Sp. z o.o. (maj 2007)

Do początku lat 50. XX w. większość zakładów przemysłowych przy ul. 6 Sierpnia / 22 Lipca została upaństwowiona. Wśród nich: Fabrykę Przetworów Chemicznych „Sterolin” F. Seidla i Alfreda Gibałki vel Gieblera pod numerem 100 przejęło w 1948 roku (jako Zakład nr 6 w Łodzi) Zjednoczenie Przemysłu Farb i Lakierów w Gliwicach, Fabrykę Maszyn „Edelman i Ryżyk” pod numerem 70 – w 1949 roku Centralne Biuro Techniczne Przemysłu Maszyn Włókienniczych – Przedsiębiorstwo Państwowe Wyodrębnione w Łodzi, Fabrykę Mydła i Wyrobów Kosmetycznych Hugo Güttel „Pixin” pod numerem 15/17 – w 1949 roku Łódzkie Zakłady Przetwórczo-Tłuszczowe – Przedsiębiorstwo Państwowe, Stolarnię Mechaniczną i Fabrykę Mebli „Otto Konrad” pod numerem 88 – w 1949 roku Warszawsko-Łódzkie Zakłady Przemysłu Drzewnego – Przedsiębiorstwo Państwowe Wyodrębnione w Warszawie, farbiarnię mechaniczną „Bechtold i Seiler” pod numerem 65 – w 1950 roku Farbiarnie Dziewiarskie im. Marii Curie-Skłodowskiej – Przedsiębiorstwo Państwowe Wyodrębnione w Łodzi. W 1951 roku państwowe Łódzkie Zakłady Przetwórczo-Tłuszczowe zmieniły nazwę na Fabrykę Kosmetyków „Ewa”, a na początku lat 70. – na Fabrykę Kosmetyków „Pollena-Ewa”.
Decyzja reprywatyzacyjna przyznająca w 1945 roku Albertowi Bukietowi i Janinie Bukiet prawo własności nad istniejącą pod numerem 58 (od 1883 roku) Fabryką Towarów Wełnianych i Bawełnianych „Bracia Bukiet” spotkała się z ostrym sprzeciwem załogi. Zatrudnieni w fabryce robotnicy przeprowadzili latem tegoż roku półtoragodzinny strajk protestacyjny, domagając się usunięcia obojga spadkobierców – wówczas pracowników umysłowych – z terenu fabryki oraz pozbawienia ich prawa do spadku. Władze ówczesnych związków zawodowych w fabryce zmusiły oboje do opuszczenia zakładu i nie uznały ich prawa własności, przyjmując w tej sprawie rezolucję. O wypadkach tych informował „Dziennik Łódzki” w artykule pod zawierającym ich ocenę tytułem Sprawiedliwości społecznej stało się zadość. Strajk robotników w fabryce „Bracia Bukiet”.
Na przełomie lat 40. i 50. bieżnię lekkoatletyczną stadionu, należącego wówczas do Garnizonowego Wojskowego Klub Sportowego „Legia”, przebudowano na tor żużlowy. Pierwsze zawody rozegrano na nim 4 czerwca 1950 roku – w ramach trójmeczu I ligi żużlowej zmierzyły się zespoły Związkowego Klubu Sportowego „Ogniwo” Łódź, Związkowego Klubu Sportowego „Ogniwo” Warszawa i „Unii-Olimpii” Grudziądz. Po rozegraniu 12 biegów zwyciężył łódzki ZKS „Ogniwo” (41 pkt.) przed drużyną warszawską (40 pkt.) i grudziądzką (31 pkt.), najlepszym zawodnikiem okazał się Malinowski z „Unii-Olimpii”, najlepszym z łodzian – Tadeusz Kołeczek. W kolejnych latach tor służył zawodnikom Dziewiarskiego Klubu Sportowego „Włókniarz”, KS „Tramwajarz” Łódź, a od 1967 do rozwiązania w 1980 roku KS „Gwardia” Łódź .
Od 13 sierpnia 1974 roku władze miasta wprowadziły na ul. 22 Lipca ruch jednokierunkowy z zachodu na wschód – na odcinku od ul. Towarowej (ob. al. Włókniarzy) do al. Tadeusza Kościuszki. W późniejszych latach przywrócono ruch dwukierunkowy na odcinkach między al. Tadeusza Kościuszki a ul. Wólczańską i między ul. gen. Lucjana Żeligowskiego a al. Włókniarzy.

#### Od roku 1989
Po transformacji ustrojowej w Polsce Rada Miejska w Łodzi przywróciła 3 grudnia 1990 roku (uchwałą nr V/54/90 z 7 listopada 1990) poprzednią nazwę ulicy 6 Sierpnia.
6 lipca 1992 roku ulicą 6 Sierpnia przejechały pierwsze autobusy komunikacji miejskiej, choć trasa poprowadzonej nią ponownie uruchomionej linii „74” (z Nowego Złotna w kierunku pl. Norberta Barlickiego) wiodła ulicą jedynie na stumetrowym odcinku od ul. Stefana Żeromskiego do ul. Małej, przy którym nie było przystanku. Nieco później – od 10 sierpnia tego samego roku – autobusy pojawiły się także na odcinku od ul. gen. Lucjana Żeligowskiego do ul. Stefana Żeromskiego – prowadziły tam trasy linii „52”, „65” i „86”, z przystankiem przed ul. kpt. Stefana Pogonowskiego. Łącznie w okresie od 26 października 1927 roku do 15 sierpnia 2025 roku ulicą 6 Sierpnia (w 1940 – Bismarckstraße, w latach 1940–1945 – Straße der 8. Armee, w latach 1949–1990 – ul. 22 Lipca) prowadziły stałe trasy 4 linii tramwajowych i 11 linii autobusowych.
Również w 1992 roku Fabryka Kosmetyków „Pollena-Ewa” została przekształcona w spółkę akcyjną.

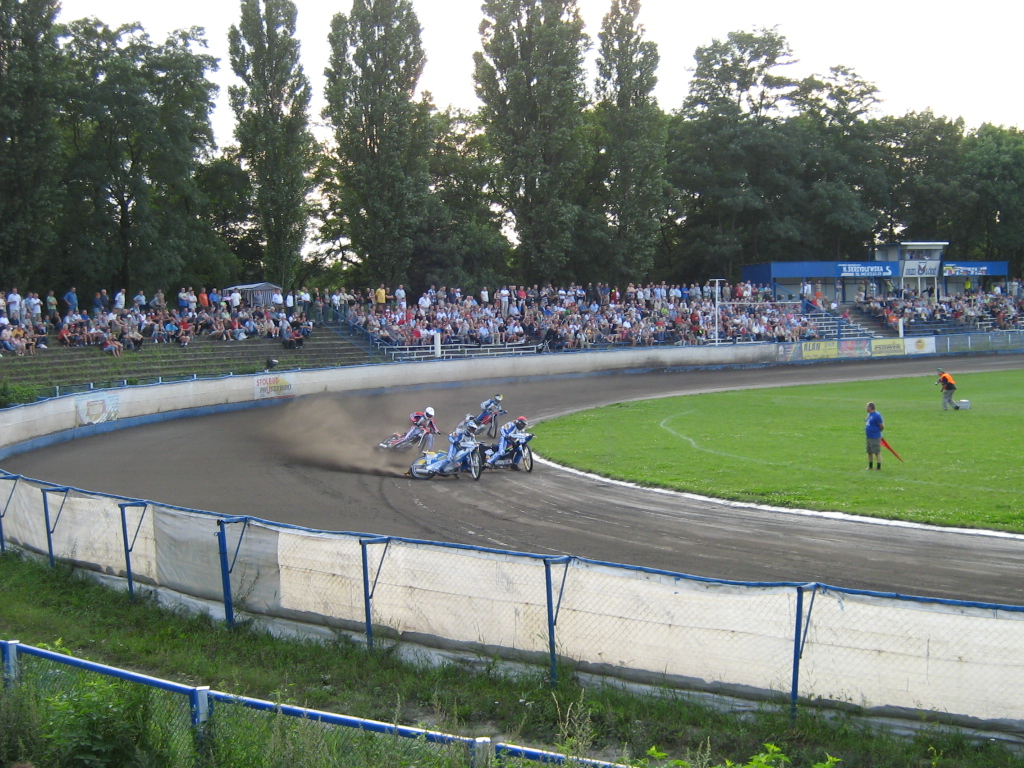
Mecz KŻ „Orzeł” Łódź – AK Markéta Praga na stadionie przy ul. 6 Sierpnia 71 (19 sierpnia 2007)

W 1995 roku na stadion WKS „Orzeł-WAM” powrócił sport żużlowy dzięki powstaniu J.A.G. Speedway Club Łódź. Od sezonu 1999 gospodarzem zawodów był klub ŁTŻ Łódź, od sezonu 2002 – klub TŻ Łódź, a od sezonu 2005 – Klub Żużlowy „Orzeł” Łódź. W roku 2009 obiekty sportowe przy ul. 6 Sierpnia 71 przejęło miasto – Miejski Ośrodek Sportu i Rekreacji w Łodzi .
W roku 2003 strategicznym inwestorem Fabryki Kosmetyków „Pollena-Ewa” S.A. zostały Toruńskie Zakłady Materiałów Opatrunkowych S.A., które w listopadzie 2012 roku stały się jedynym akcjonariuszem i właścicielem firmy. Odtąd właściciel stopniowo przenosił produkcję i część biurową do Zelowa, a po zakończeniu przenosin wyburzył do końca 2014 roku większość zabudowań fabrycznych.
16 września 2009 roku na terenie przylegającym do budynku Wojskowej Komendy Uzupełnień w Łodzi pod numerem 104 został otwarty skansen militarny, który powstał dzięki inicjatywie ówczesnego szefa Wojewódzkiego Sztabu Wojskowego w Łodzi – płk. Wojciecha Filkowskiego – we współpracy z Muzeum Tradycji Niepodległościowych w Łodzi. 10 grudnia tegoż roku łódzki performer Cezary Bodzianowski zainicjował swój kolejny występ w bramie kamienicy pod numerem 33 – aby się wtopić w starą i nową łódzką tradycję, ponieważ niebieskie rury to teraz stały element krajobrazu miejskiego, użył odcinka tymczasowej rury wodociągowej jako instrumentu muzycznego.
Na przełomie lat 2009/2010 zakończyła się budowa nowych i remont istniejących obiektów sportowych MOSiR pod numerem 71. Do dyspozycji piłkarzy Łódzkiego Klubu Sportowego przekazano pełnowymiarowe boisko trawiaste oraz dwa boiska ze sztuczną nawierzchnią, na stadionie żużlowym zamontowano 4100 fotelików.
Na początku drugiej dekady XXI w. najstarsza część ulicy zyskała miano „dopalaczowej stolicy Polski” – na odcinku kilkudziesięciu metrów działało kilka sąsiadujących z sobą sklepów oferujących substancje psychoaktywne.
W zakresie bezpieczeństwa ruchu drogowego w latach 2011–2013 ulica znalazła się na 43. miejscu wśród 362 łódzkich ulic, na których doszło do wypadków (hierarchia malejąca – od ulic z największą liczbą zdarzeń). W tym okresie wydarzyło się na niej 39 wypadków, w których zginęły łącznie 3 osoby, a 60 osób zostało rannych, w tym 6 ciężko. Wskaźnik ciężkości wypadków osiągnął w tym okresie wartość 56,4 (3. miejsce wśród 362 ulic). Najwięcej zdarzeń odnotowano na skrzyżowaniach z ulicami: 28 Pułku Strzelców Kaniowskich (9), al. Tadeusza Kościuszki (6) i Gdańską (5).

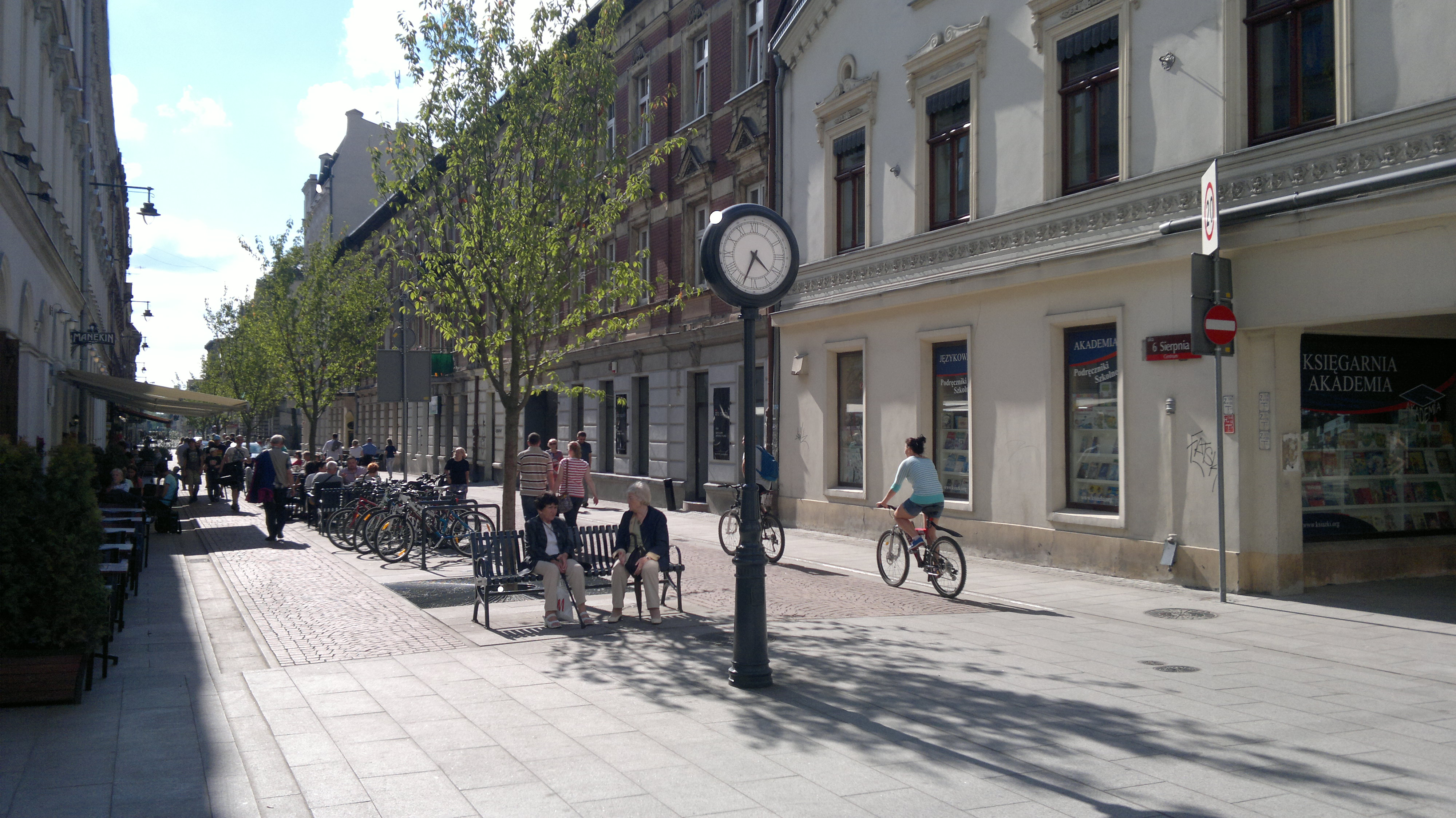
Podwórzec miejski w ul. 6 Sierpnia w 3. tygodniu po otwarciu (lipiec 2014)

2 kwietnia 2014 roku rozpoczęto prace nad przekształceniem najstarszego odcinka ulicy 6 Sierpnia – między ul. Piotrkowską a al. Tadeusza Kościuszki – w podwórzec miejski, wzorowany na rozwiązaniach urbanistycznych stosowanych m.in. w Holandii. Stamtąd została także zapożyczona nazwa – niderl. woonerf, której użyli pomysłodawcy z Fundacji Normalne Miasto – Fenomen (po raz pierwszy w Łodzi i w Polsce) w odniesieniu do tak zagospodarowanej przestrzeni miejskiej. Objęły one wymianę nawierzchni z asfaltowej na kostkę brukową i płyty granitowe, ustawienie kwietników, ławek, stojaków rowerowych i ozdobnego zegara ulicznego oraz posadzenie w ciągu ulicy pięciu sprowadzonych z Niemiec wiśni japońskich odmiany „Kanzan”. Ponadto wyznaczono miejsca do parkowania i objęto ten odcinek strefą uspokojonego ruchu. Prace trwały dwa i pół miesiąca, a 28 czerwca odbyło się uroczyste otwarcie podwórca. Przekształcenia, którego wnioskodawcą był Bartłomiej Derdzikowski, dokonano – mimo sprzeciwu Architekta Miasta Łodzi Marka Janiaka, Rady Łódzkiej Okręgowej Izby Architektów RP i łódzkiego oddziału Towarzystwa Urbanistów Polskich – w ramach pierwszej edycji łódzkiego budżetu obywatelskiego, kosztem 1,4 mln zł. Ten sam oddział TUP 11 maja 2015 roku przyznał nagrodę specjalną za rok 2014 za rewaloryzację ulic Piotrkowskiej i 6 Sierpnia w Łodzi w 11. edycji organizowanego przez siebie konkursu na najlepiej zagospodarowaną przestrzeń publiczną w województwie łódzkim. Nieco wcześniej, 21 kwietnia 2015 roku, podwórzec otrzymał nagrodę dla najlepszego zadania w Polsce z budżetu obywatelskiego, przyznaną przez Portal Samorządowy „Mieszkam tu! – Mądre pomysły na mądre miasto” na VII Europejskim Kongresie Gospodarczym w Katowicach.

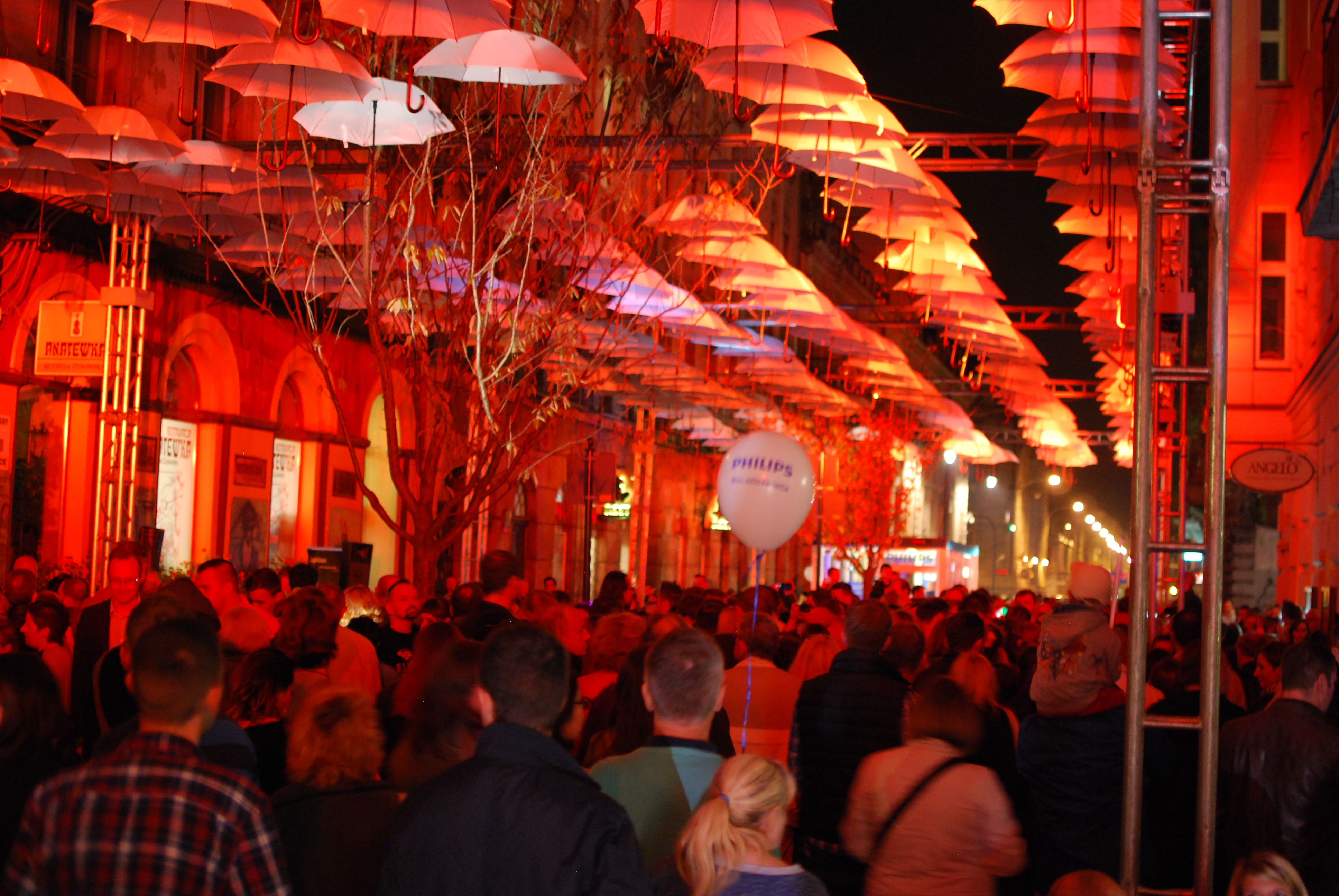
Ulica 6 Sierpnia – aranżacja świetlna „Uliczka braci Philips” podczas 4. edycji Light Move Festival (11 października 2014)

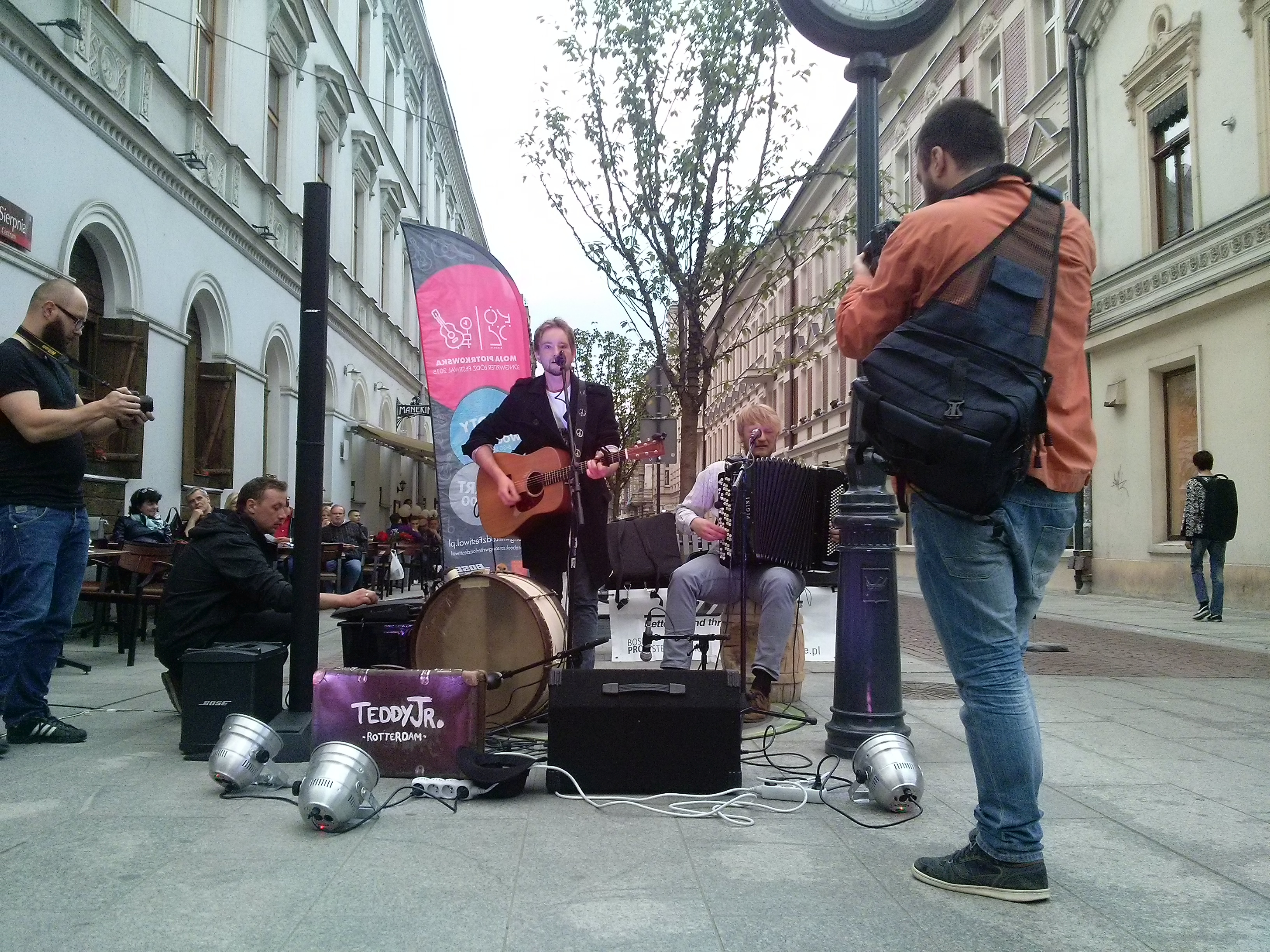
Koncert Teddy’ego Jr. z Rotterdamu w ramach Songwriter Łódź Festival (30 maja 2015)

Niedługo po otwarciu podwórca okoliczni przedsiębiorcy i restauratorzy (m.in. pub „Piwoteka Narodowa”, restauracje „Ato Sushi” i „Manekin”) po raz pierwszy zorganizowali 6 sierpnia 2014 urodziny ulicy 6 Sierpnia. W ramach imprezy odbyły się m.in. turniej siłowania na rękę, pokaz karate, warsztaty japońskiej kaligrafii, występy klaunów i szczudlarzy. Kolejne urodziny ulicy zorganizowano rok później.
Jesienią 2014 roku na podwórzec w ulicy 6 Sierpnia zawitał po raz pierwszy Light Move Festival (4. edycja w dniach 10–12 października) – została tam wówczas przedstawiona aranżacja świetlna pod nazwą „Uliczka braci Philips” i odbył się konkurs malowania światłem, zorganizowany przez łódzką Fundację „Lux Pro Monumentis”. Ponownie impreza gościła tam w 2015 (5. edycja, 9–11 października) i 2017 roku (7. edycja, 29 września – 1 października).
Od wiosny 2015 roku przy skrzyżowaniu z ul. Piotrkowską, „pod zegarem”, odbywają się co rok wiosną, latem i jesienią uliczne występy muzyczne w ramach Songwriter Łódź Festival. Jako pierwszy, 11 kwietnia 2015 roku, dał uliczny koncert Peter J. Birch. Łącznie w 2015 roku odbyło się 37 koncertów, w których uczestniczyło 7 000 widzów. 14 maja tegoż roku odbył się w tym miejscu taneczny flash mob, którym Maciej Maślakiewicz, członek tanecznej formacji Czarne Stopy, promował swoje starania o udział w warsztatach i występach na nowojorskim Broadwayu. Podwórzec miejski w ulicy 6 Sierpnia stał się w Łodzi miejscem kultowym, o dużej popularności wśród mieszkańców, w którym organizowanych jest wiele imprez i które jest chętnie odwiedzane.
W połowie 2016 roku rozpoczęła się rewitalizacja kamienicy pod numerem 37, wzniesionej w 1915 roku, wpisanej do gminnej ewidencji zabytków miasta Łodzi. 16 maja tegoż roku rozpoczęły się prace przygotowawcze przed budową nowego stadionu żużlowego Klubu Żużlowego „Orzeł” Łódź pod numerem 71 (w miejscu mniejszego boiska piłkarskiego), a 2 października został wmurowany akt erekcyjny. Uroczystość otwarcia gotowego obiektu, przeznaczonego dla 10 400 widzów, odbyła się 29 lipca 2018 roku. Rozgrywany po niej inauguracyjny mecz pomiędzy KŻ „Orzeł” Łódź a Gdańskim Klubem Żużlowym „Wybrzeże”, w ramach 1. ligi Drużynowych Mistrzostw Polski na Żużlu, został po dwóch biegach przy stanie 3:9 przerwany i odwołany z powodu opadów ulewnego deszczu.
Według ocen użytkowników portalu „TripAdvisor”, w marcu 2018 roku wśród 10 najlepszych łódzkich restauracji znalazły się aż cztery mieszczące się przy ul. 6 Sierpnia: na miejscu 1. – „Ato Sushi” (pod numerem 1, kuchnia azjatycka), na miejscu 3. – „Anatewka” (pod numerem 2/4, kuchnie: polska, europejska, wschodnioeuropejska, środkowoeuropejska, izraelska), na miejscu 6. – „Manekin” (ul. 6 Sierpnia 1 / ul. Piotrkowska 65, kuchnie: polska, europejska, środkowoeuropejska) i na miejscu 9. – „Angelo Ristorante” (pod numerem 1/3, kuchnie: włoska, śródziemnomorska, europejska).

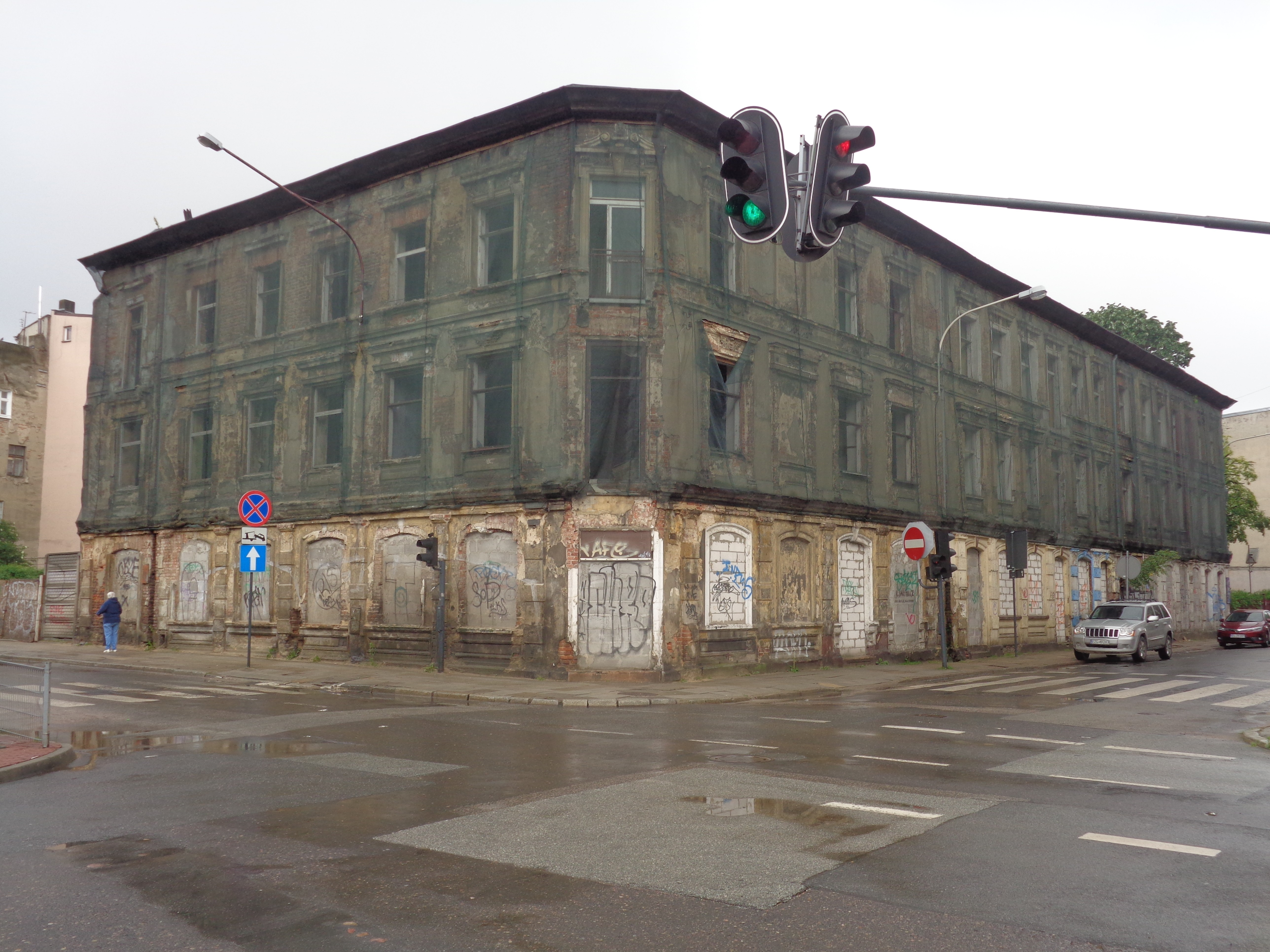
Kamienica pod numerem 10 na 11 tygodni przed zawaleniem (17 maja 2018)

Około połowy kwietnia 2018 roku doszło do katastrofy budowlanej pod numerem 21, przy skrzyżowaniu z ul. Gdańską – 13 kwietnia w godzinach wieczornych w opuszczonej dwupiętrowej kamienicy, będącej od wielu lat w bardzo złym stanie technicznym, zawalił się strop pierwszego piętra oraz część gzymsu, a 16 kwietnia runęła około ¼ część budynku. Do czasu całkowitej rozbiórki ruin, którą przeprowadzono w dniach 25–28 kwietnia, stało się konieczne zamknięcie ulicy zarówno dla ruchu kołowego, jak i pieszego na odcinku między ulicami Gdańską a Małą. Do drugiego, podobnego zdarzenia doszło 2 sierpnia 2018 roku – we wczesnych godzinach porannych zawalił się strop o powierzchni około 10 m² w przeznaczonej do rozbiórki kamienicy pod numerem 10, u zbiegu z ul. Wólczańską, co spowodowało konieczność zamknięcia dla ruchu, na ponad miesiąc, odcinka ul. 6 Sierpnia między al. Tadeusza Kościuszki a ul. Gdańską oraz odcinka ul. Wólczańskiej między ul. Zieloną a ul. 6 Sierpnia. Do połowy września kamienica została rozebrana do wysokości pierwszego piętra. W październiku wojewódzki konserwator zabytków wydał zgodę na całkowitą rozbiórkę pozostałości budynku frontowego. Wbrew wcześniejszym doniesieniom prasowym o możliwości ich usunięcia już na początku roku 2019, prace rozbiórkowe przeprowadzono dopiero w drugiej połowie września.
Od 22 sierpnia 2020 roku, w związku z planowaną budową kolejowego tunelu średnicowego między dworcem Łódź Fabryczna a dworcami Łódź Kaliska i Łódź Żabieniec oraz przystanku Łódź Śródmieście, na ulicy została częściowo zmieniona organizacja ruchu poprzez wprowadzenie ruchu dwukierunkowego na odcinku od ul. Wólczańskiej do ul. Stefana Żeromskiego.
We wrześniu 2021 roku został otwarty pod numerem 70B prywatny dom studencki „Chill In”, wybudowany przez firmę Revisit Home, ze 153 pokojami jedno- lub dwuosobowymi, strefą relaksu, pralnią, parkingiem oraz ogrodem zlokalizowanym na dachu.
23 września 2023 roku pod numerem 69 zostało otwarte Centrum Sportu Uniwersytetu Medycznego w Łodzi, którego siedzibą stał się zrewitalizowany kosztem 12,6 mln zł prawie stuletni budynek. W obiekcie mieszczą się m.in. hala sportowa z miejscami dla publiczności, 25-metrowy basen i siłownia.
Pod koniec 2023 roku inwestor – spółka Balt Invest – rozpoczął sprzedaż mieszkań w wielorodzinnym budynku La Vie Art (projektu Marcina Tomaszewskiego), który planuje wznieść do 2026 roku na działce pod numerem 10 u zbiegu z ul. Wólczańską (wolnej po wyburzeniu ruin kamienicy w 2019 roku).

### Siedziby dawnych firm i instytucji
W okresie przed II wojną światową przy ul. 6 Sierpnia miały siedziby m.in.:
- nr 1 – Salon Artystyczny Zygmunta Bartkiewicza (w latach 1895–1899)[13][26],
- nr 2 – fabryka towarów wełnianych Juliusza Pruszynowskiego, założona w 1905 roku[130]; Wyrób Towarów Wełnianych „Goldman, Kapłan i Hirszfeld”[131]; firma „Buszko Borysiewicz i S-ka”, założona w 1925 roku[132]; skład Fabryki Wyrobów Półwełnianych i Bawełnianych „Rotberg i Adler”[133],
- nr 4 – Związek Majstrów Przemysłu Włóknistego Województwa Łódzkiego,
- nr 5 – Fabryka Wyrobów Wełnianych „Karol Kretschmer”, założona w 1857 roku, działała pod tym adresem do przełomu lat 80. i 90. XIX w.[134],
- nr 6 – wojskowe Dowództwo Miasta[32]; II Urząd Skarbowy (Centralny)[135],
- nr 7 – Łódzka Ajencja Celna Kolei Państwowych[136],
- nr 15 – przędzalnia wełny Henryka Federa i Jakuba Vivego, 1880 – początek lat 20. XX w.; Fabryka Mydeł Toaletowych i Kosmetyków – Hugo Güttel i Józef Wójtowicz (1923–26), Wytwórnia Mydeł Toaletowych i Wody Kolońskiej „Józef Wójtowicz, Hugo Güttel i S-ka” (1926–29), Fabryka Mydła i Wyrobów Kosmetycznych Hugo Güttel „Pixin” (od 1929)[16],
- nr 15/17 – Klinika Chirurgiczno-Ginekologiczna „Sante”,
- nr 17 – przędzalnia bawełny Stefana Angersteina, uruchomiona w 1909 roku[137] (w 1932 roku podzieloną fabrykę przejęli Abram Berliński i Hugo Güttel),
- nr 22 – Cech Murarzy m. Łodzi[138]; Koło Pomocy dla Legionistów Polskich i Ich Rodzin oraz gospoda dla żołnierzy polskich[139],
- nr 25 – tkalnia Hersza Rotberga, Chila Rotberga i Izaaka Szarfa, założona w 1920 roku[140],
- nr 26 – zakład powozowy Pawła Kalkbrennera, założony w 1896 roku[141][142],
- nr 37 – Łódzkie Żydowskie Towarzystwo Wzajemnej Pomocy „Gmilas Hasodim”[139],
- nr 41 – Cech Felczerów m. Łodzi[138],
- nr 56 – polska, koedukacyjna Miejska Szkoła Elementarna nr 33, kierowana przez Adama Okraszewskiego; później publiczna Szkoła Powszechna nr 33,
- nr 58 – Fabryka Towarów Wełnianych i Bawełnianych „Bracia Bukiet”, założona w 1883 roku[143],
- nr 59 – Związek Akuszerek Rzeczypospolitej Polskiej, Oddział w Łodzi,
- nr 65 – farbiarnia przędzy i wyrób trykotaży „Bechtold i Seiler” (w 1926 roku właścicielami firmy byli Albert i Herman Bechtoldowie)[144],
- nr 70 – Fabryka Maszyn „Edelman i Ryżyk”[j][145],
- nr 71 – obiekty sportowe Wojskowego Klubu Sportowego, założonego w 1926 roku[44] ,
- nr 72 – fabryka włókiennicza (oddział szarparni) i skład wyrobów włókienniczych Eljasza Gutsztadta[146], parowa przędzalnia wełny Edwarda Scholza vel Scholtza[d] (od 1881, zniszczona przez pożar w 1889, potem odbudowana)[22][23][147],
- nr 74 – Tkalnia Wyrobów Bawełnianych braci Kon (okres międzywojenny, czynna co najmniej od 1898)[141][148],
- nr 80 – fabryka farb Josela vel Józefa Rosenblatta, założona w 1889 roku z inicjatywy Jana Śniechowskiego, pioniera przemysłu barwników na ziemiach polskich, działająca do 1894 roku[149],
- nr 86 – koszary wojsk carskich, jesienią 1914 roku zajmowane m.in. przez II batalion 1 Pułku Piechoty Legionów Polskich, podczas I wojny światowej – przez wojska Cesarstwa Niemieckiego, w 1918 roku – przez żołnierzy 28 Pułku Piechoty „Dzieci Łódzkich” (późn. 28 Pułk Strzelców Kaniowskich)[150], od 1921 roku – przez żołnierzy 4 Pułku Artylerii Ciężkiej WP,
- nr 88 – „Paweł Holc i S-ka” – Przedsiębiorstwo Robót Inżynieryjno-Budowlanych, oddział w Łodzi[151], Stolarnia Mechaniczna i Fabryka Mebli „Otto Konrad”[152],
- nr 94 – Robotniczy Klub Sportowy „Huragan”,
- nr 100 – farbiarnia włókien należąca do rodziny Veinów (istniała do 1936 roku); Fabryka Przetworów Chemicznych „Sterolin” F. Seidla i Alfreda Gibałki vel Gieblera, założona w 1932, przeniesiona na ul. 6 Sierpnia w 1936 roku[153][154],
- nr 102 – „Sztajnberg, Śpiewak i S-ka – Farbiarnia”, założona w 1919 roku[155];
- nr 104 – Betoniarnia Miejska. Niedługo przed wybuchem I wojny światowej posesję tę zakupiło Towarzystwo Akcyjne Oświetlenia Elektrycznego, zamierzając wybudować tam drugą łódzką elektrownię, z własną bocznicą od stacji Łódź Kaliska Towarowa; firma zdążyła jeszcze rozpocząć budowę portierni i budynku biurowego, lecz dalsze prace uniemożliwił wybuch wojny i nigdy nie zostały one już wznowione[76].

### Sławni mieszkańcy

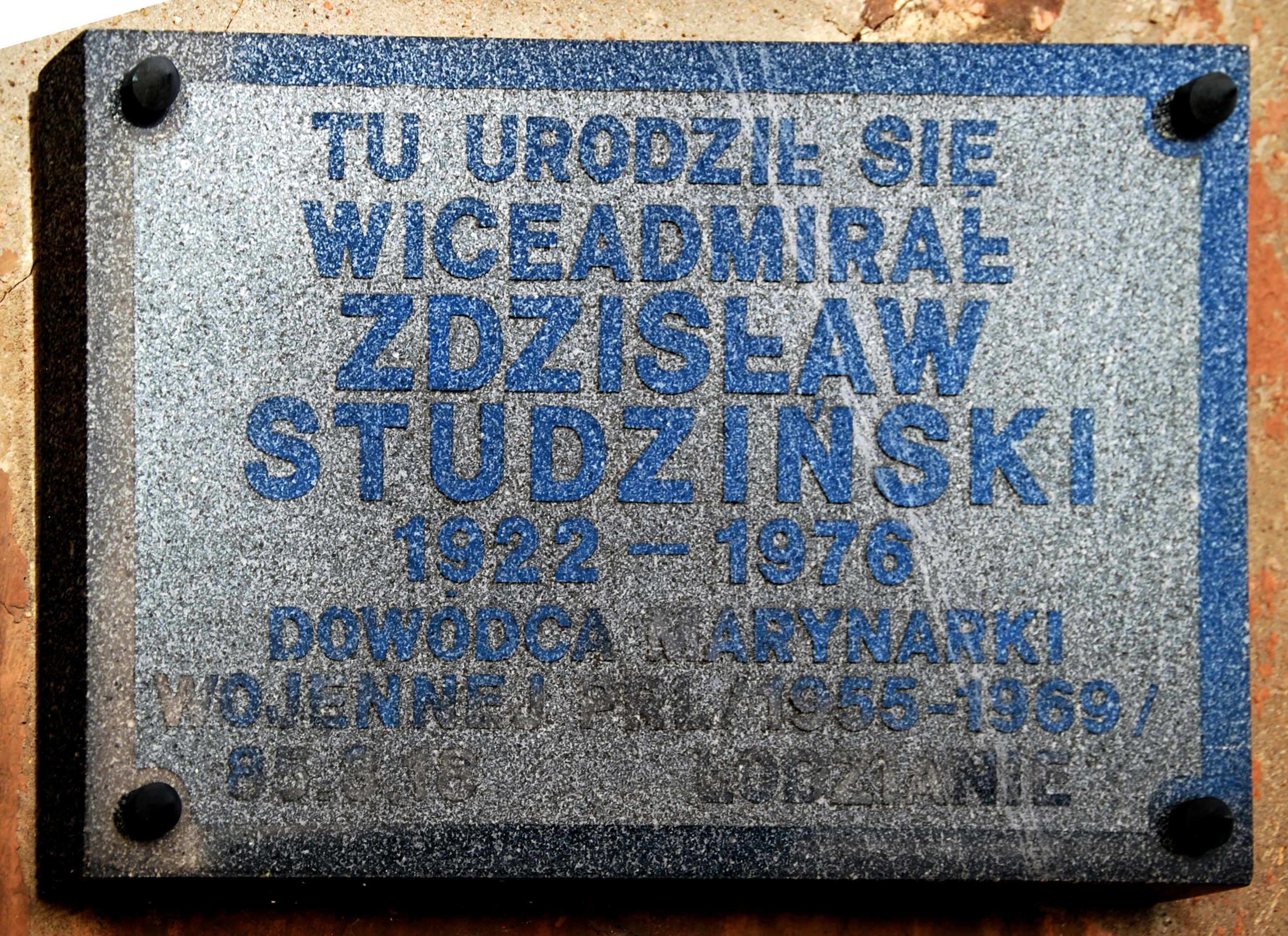
Tablica upamiętniająca miejsce narodzin Zdzisława Studzińskiego pod numerem 26 (październik 2011)

- Karol Kretschmer (fabrykant) wraz z rodziną – ul. Benedykta 1/3 (od lat 50. do lat 90. XIX w.), ul. Benedykta 5 (od lat 90. XIX w.)[156],
- Josel vel Józef Rosenblatt, fabrykant, właściciel fabryki farb pod numerem 80 – ul. Benedykta 100, XIX/XX w.
- Stefan Angerstein, fabrykant – ul. Benedykta (późn. Benediktstraße, św. Benedykta, 6 Sierpnia) 15/17, od drugiej dekady XX w. do II wojny światowej[157],
- Salem vel Salomon Budzyner, przemysłowiec, senator II kadencji Senatu RP w latach 1928–1930 – ul. 6 Sierpnia 2/4, okres międzywojenny[158],
- Antoni Burger, zastępca dyrektora łódzkiego oddziału Banku Polskiego – ul. 6 Sierpnia 6, okres międzywojenny[159],
- Stefan Derkowski, architekt – ul. 6 Sierpnia 22, okres międzywojenny[160],
- Michał Didyk, muzyk, nazwany przez dziennikarza branżowego czasopisma „Na Parkiecie” trębaczem bardzo wysokiej klasy, członek Polskiej Orkiestry (Franciszka) Witkowskiego[161] – ul. 6 Sierpnia 10, okres międzywojenny[162],
- Boruch Grynoch, przemysłowiec, wynalazca opatentowanej w 1931 roku spluwaczki[163][164] – ul. 6 Sierpnia 16, okres międzywojenny[165],
- Zdzisław Studziński, wiceadmirał, dowódca Marynarki Wojennej PRL w latach 1955–1969 – ul. 6 Sierpnia 26 (miejsce narodzin w 1922 r.),
- Bolesław Witkowski, artysta malarz – ul. 6 Sierpnia 33, okres międzywojenny[166],
- Lechosław Uciński, pierwowzór postaci Leszka Góreckiego z serialu telewizyjnego Daleko od szosy (1976) w reż. Zbigniewa Chmielewskiego (współautor scenariusza – Henryk Czarnecki – opublikował w 1979 roku powieść społeczno-obyczajową pod tym samym tytułem) – jako kawaler wynajmował pokój w jednej z kamienic przy ul. 22 Lipca, lata 60./70. XX w.[167]

### Kalendarium zmian nazwy ulicy

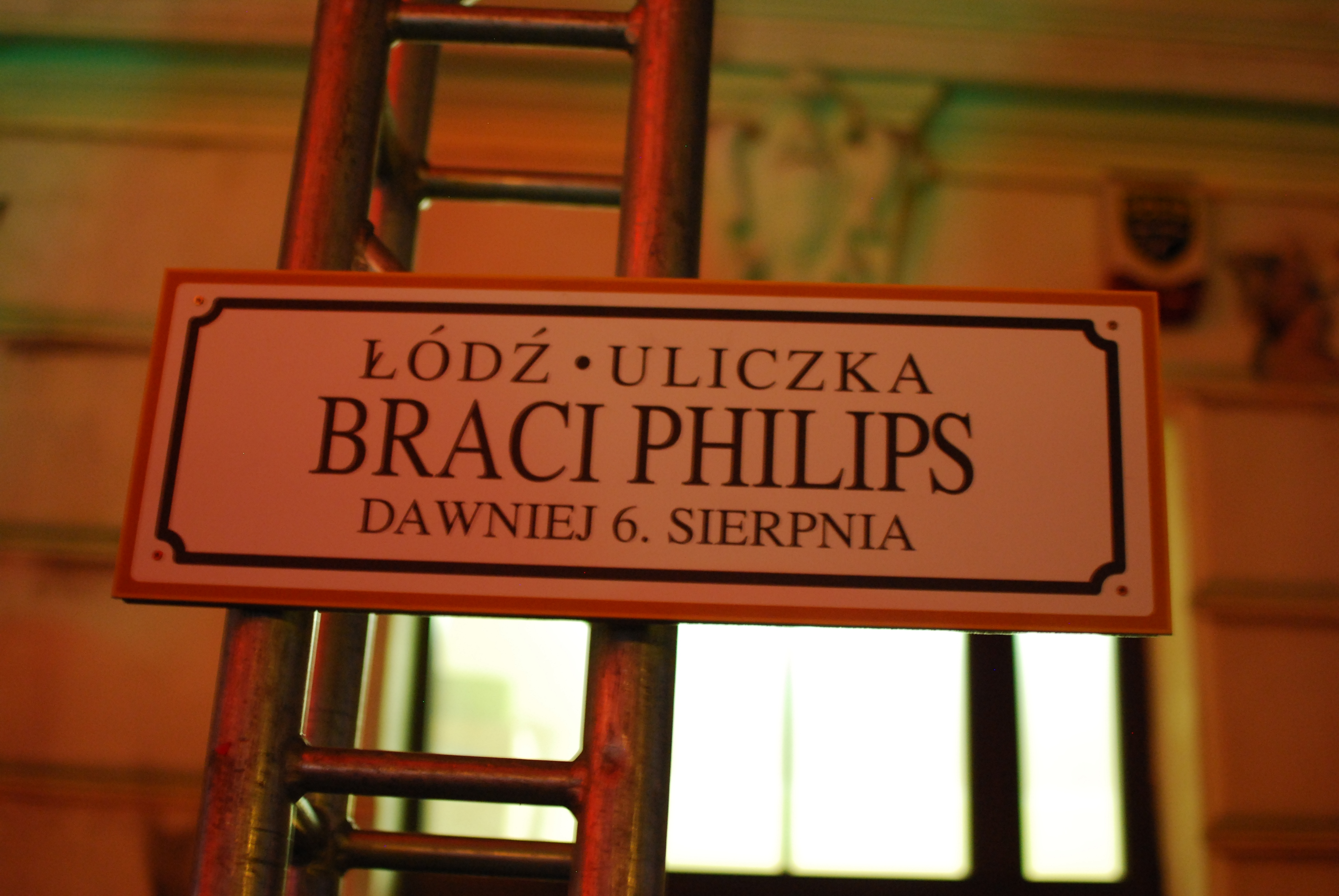
Tablica z nieoficjalną nazwą odcinka ulicy umieszczona w czasie 4. edycji Light Move Festival (11 października 2014)

| okres obowiązywania | nazwa                                       |
| ------------------- | ------------------------------------------- |
| 1825–1863           | ulica Krótka / Круткая улица                |
| 1863–1915           | ulica (św.) Benedykta / св. Бенедикта улица |
| 1915–1918           | Benediktstraße                              |
| 1918–1919           | ulica św. Benedykta                         |
| 1919–1940           | ulica 6 Sierpnia (ulica 6-go Sierpnia)      |
| 1940                | Bismarckstraße                              |
| 1940–1945           | Straße der 8. Armee                         |
| 1945–1949           | ulica 6 Sierpnia                            |
| 1949–1990           | ulica 22 Lipca                              |
| od 1990             | ulica 6 Sierpnia                            |

## Ulica 6 Sierpnia w filmie
- Przy ulicy 6 Sierpnia (wówczas ul. 22 Lipca) zrealizowano scenę przejazdu radiowozem MO marki „Warszawa” z seansu hipnozy u doktora Gregera do mieszkania Malczyków w 7. odcinku pt. Śpiący nie kłamie serialu telewizyjnego Kapitan Sowa na tropie (1965) w reż. Stanisława Barei – w filmie samochód jedzie ul. 22 Lipca od ul. Piotrkowskiej i skręca w lewo, w al. Tadeusza Kościuszki, pokonując skrzyżowanie, które w latach 60. XX w. nie było jeszcze zamknięte dla ruchu na wprost i skrętu w lewo[168][169].
- W czerwcu 2010 roku na odcinku między ul. Piotrkowską a al. Tadeusza Kościuszki nakręcono fragment pościgu samochodowego w komedii kryminalnej Weekend (2010) – pełnometrażowym debiucie reżyserskim Cezarego Pazury. W scenie tej komisarz policji (Jan Frycz) ściga Maję (Małgorzata Socha), Maxa (Paweł Małaszyński) i „Gulę” (Michał Lewandowski) – auta skręcają z al. Tadeusza Kościuszki w ul. 6 Sierpnia, a w tle widoczne jest skrzyżowanie obu ulic (zamknięte już dla ruchu na wprost i skrętu w lewo), a następnie parzysta strona ulicy, m.in. z restauracją „Anatewka”[170].
- W gmachu Studium Wychowania Fizycznego i Sportu Uniwersytetu Medycznego pod numerem 71 zrealizowano zdjęcia do niektórych scen filmu fabularnego Jaskółka (2013) – drugiego (po Rysopisie Jerzego Skolimowskiego) pełnometrażowego dyplomowego obrazu w reż. Bartosza Warwasa[171].

## Obiekty

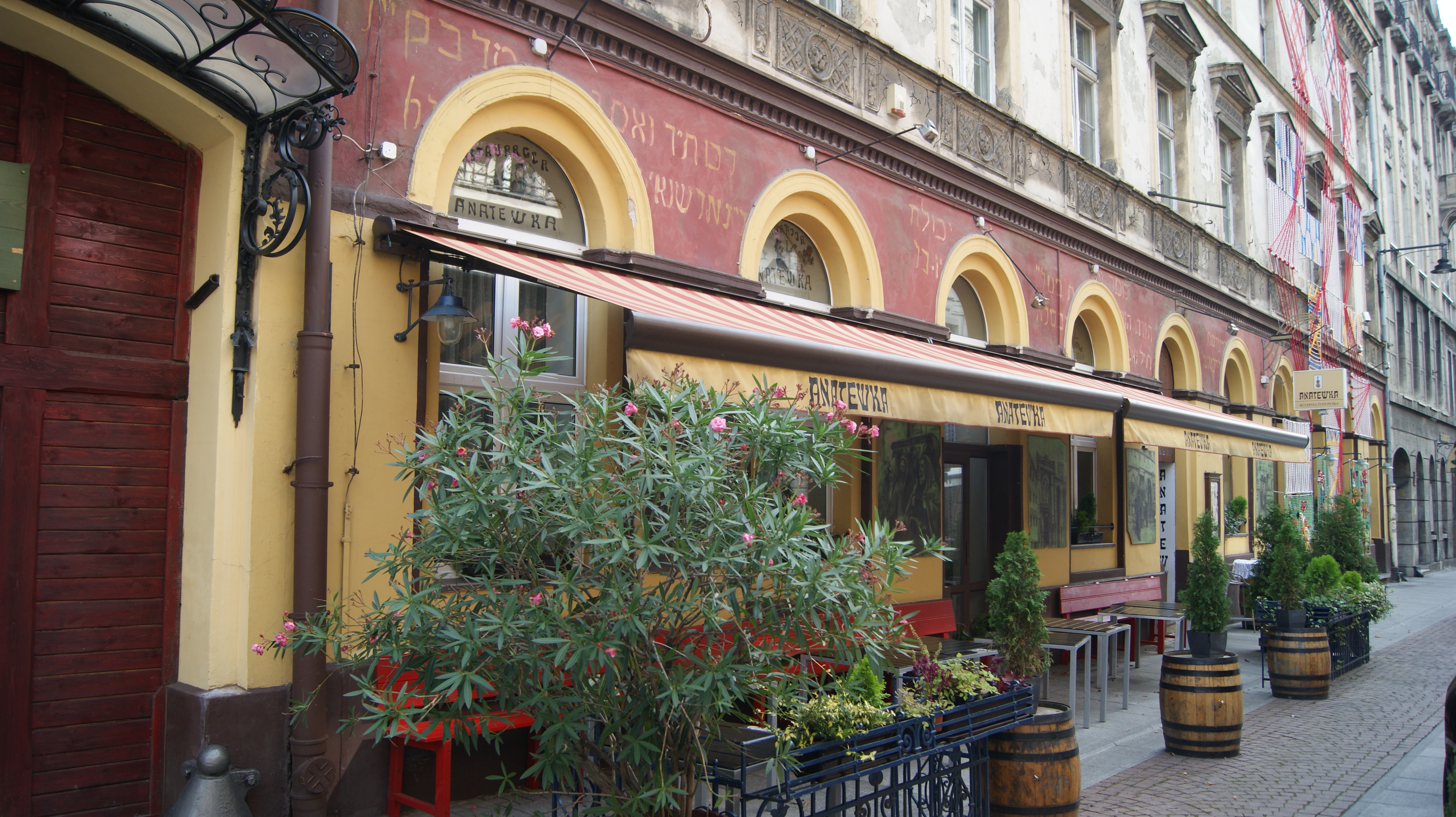
Restauracja „Anatewka” pod numerem 2/4 (październik 2016)

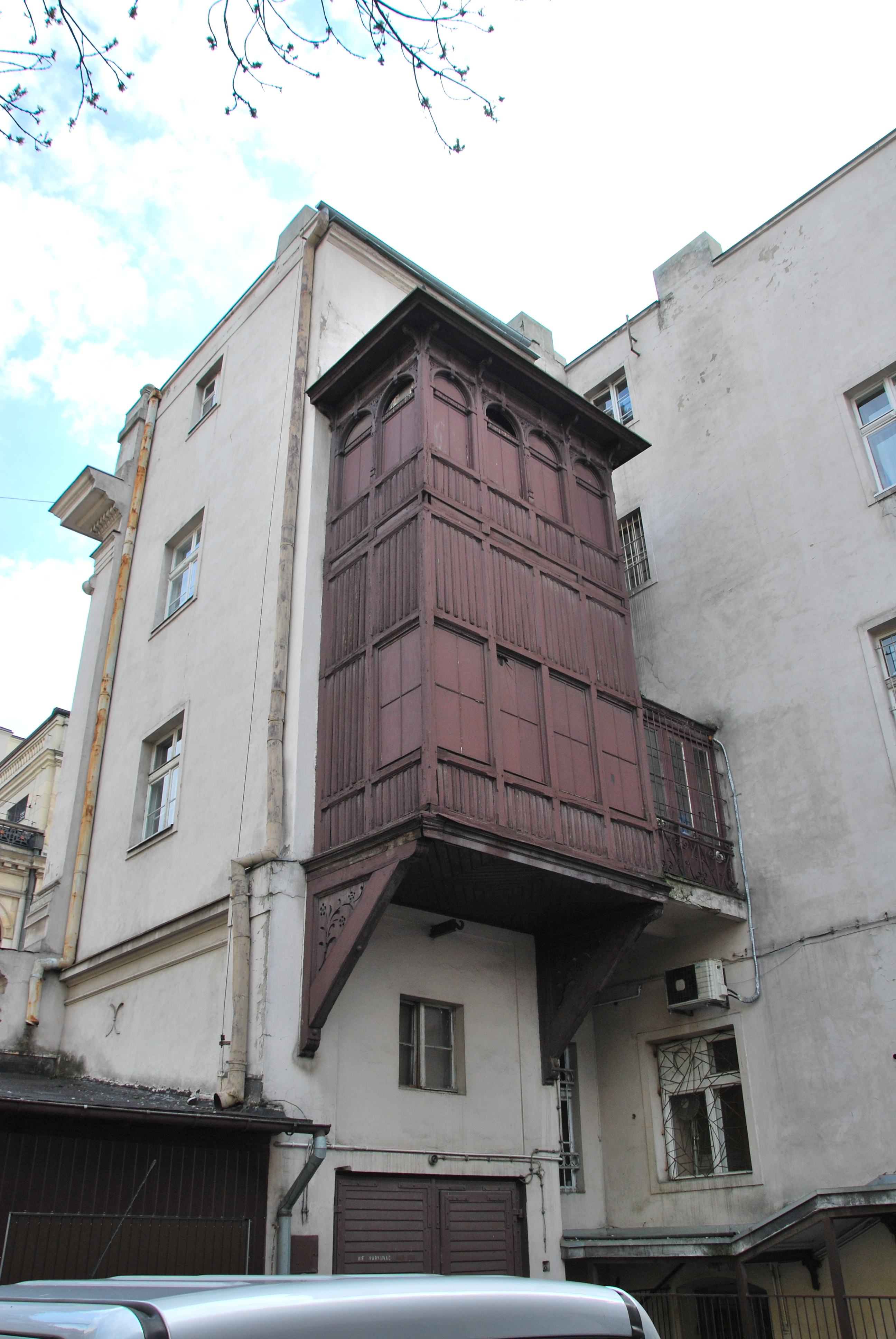
Piętrowa kuczka żydowska pod numerem 5 (kwiecień 2012)

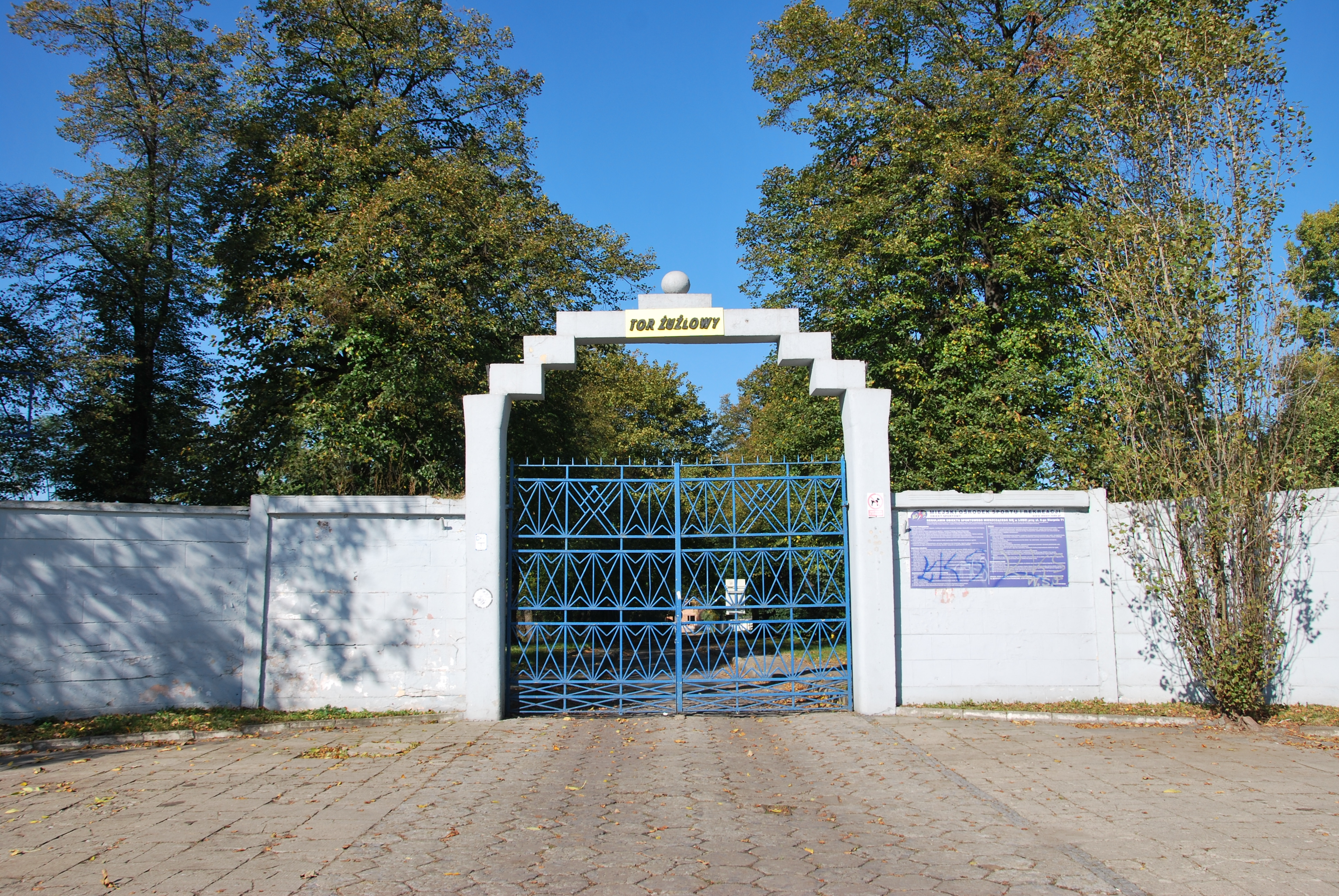
Brama prowadząca na stary stadion żużlowy „Orła” Łódź (październik 2011)

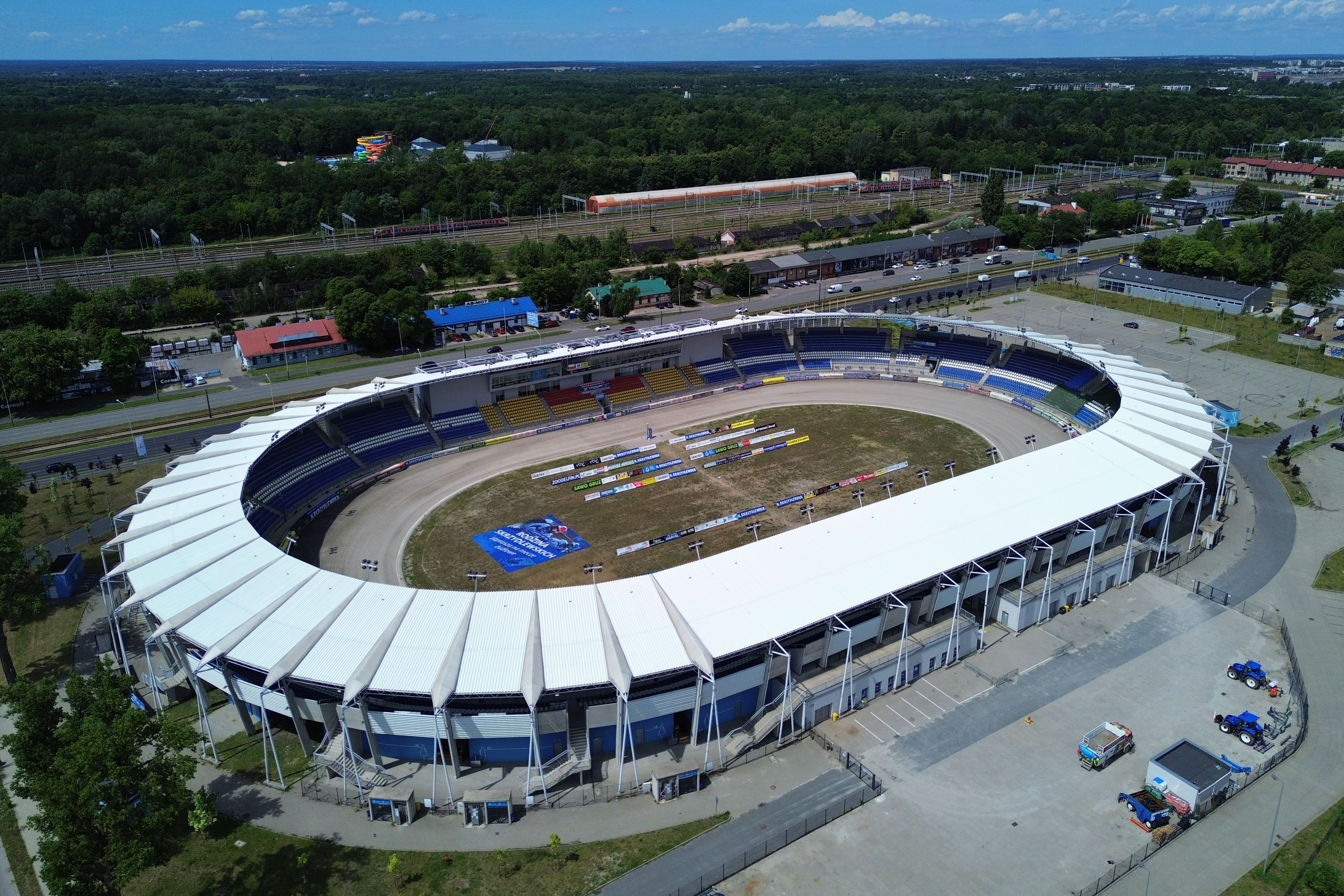
Nowy stadion piłkarsko-żużlowy „Orła” Łódź (18 czerwca 2024)

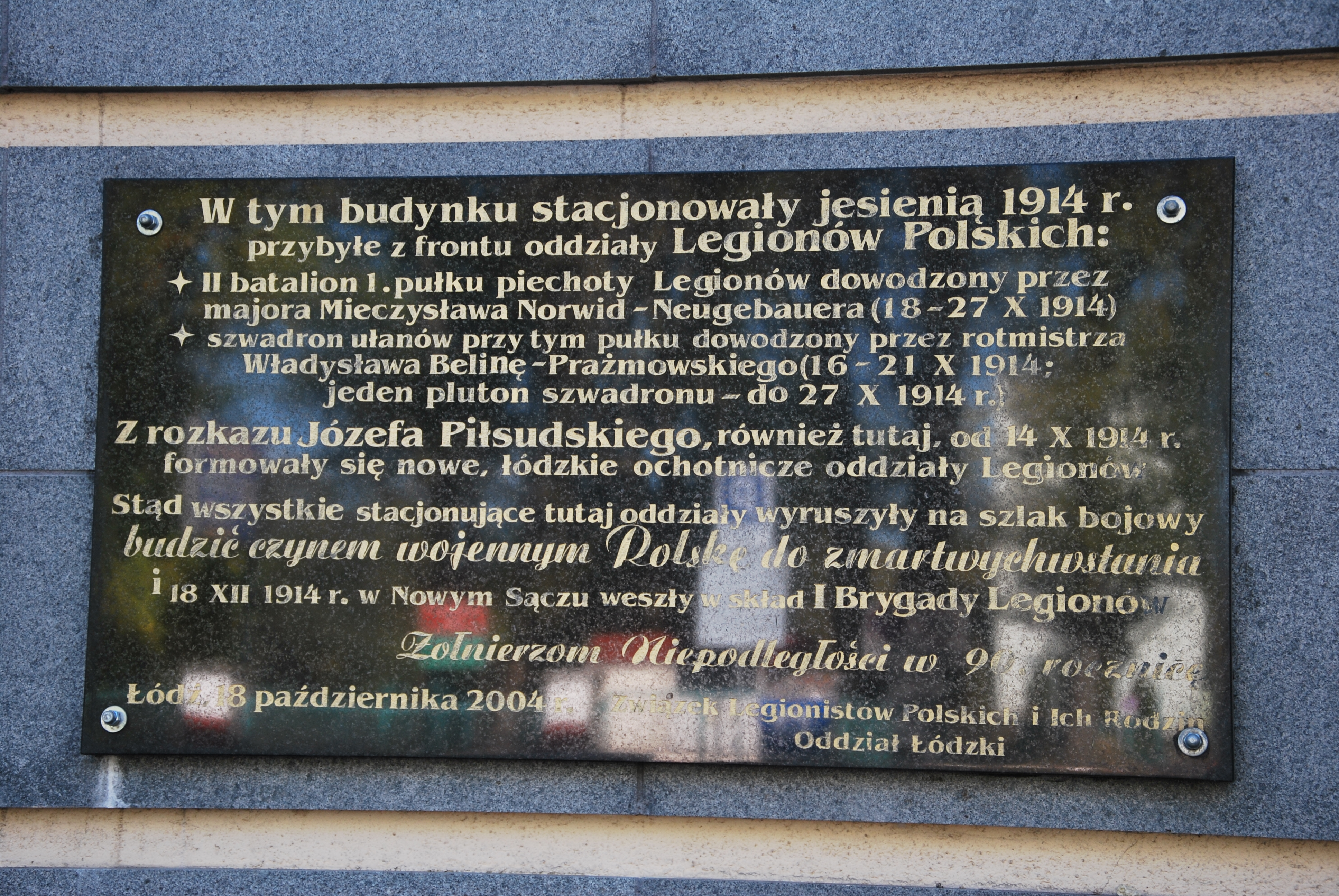
Tablica upamiętniająca stacjonowanie oddziałów Legionów Polskich pod numerem 86 (październik 2011)

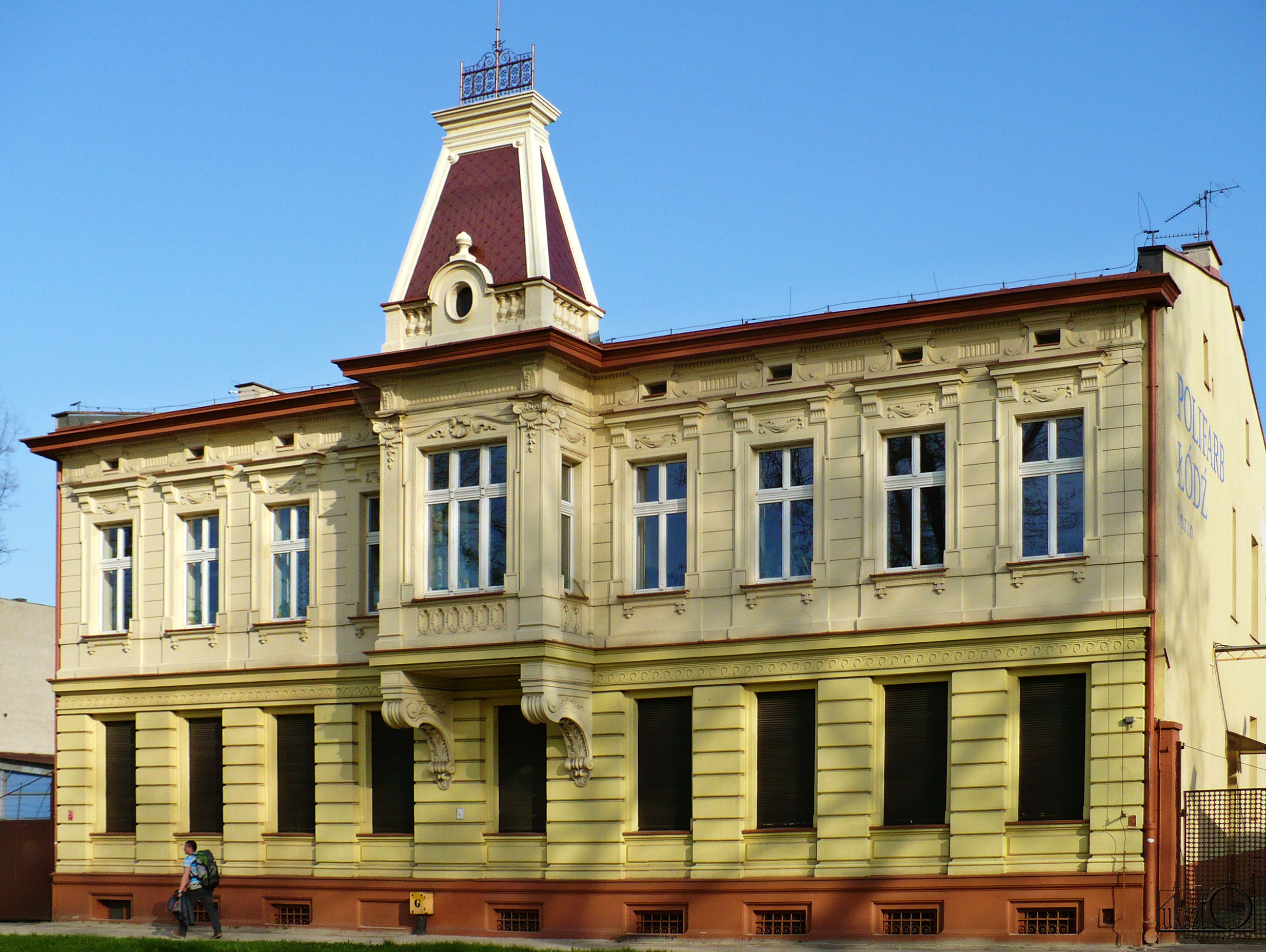
Ul. 6 Sierpnia 100 – d. dom rezydencjonalny Josela vel Józefa Rosenblattauwaga9 z końca XIX w., ob. biura zakładów Polifarb-Łódź Sp. z o.o. (maj 2013)

- nr 1/3 – kamienica Kretschmerów z 1870 roku, poddana gruntownej renowacji w 2015 roku[172],
- nr 2/4 – do czerwca 2022 roku działała tam restauracja „Anatewka”[q], specjalizująca się w daniach kuchni żydowskiej – założona w 2001 roku przez Pawła Zynera, syna Mieczysława Zynera – długoletniego dyrektora pobliskiego hotelu „Grand”, który w 2006 roku został współudziałowcem spółki Zyner & Zyner[173]; lokal odwiedziło wiele osobistości świata polityki, biznesu, mediów, kultury i sportu[r][174]; wcześniej, przez kilkadziesiąt lat, w okresie PRL, mieściła się tam (pod adresem ul. 22 Lipca 2) restauracja „Smakosz” (kat. II)[175], której atmosferę, personel i stałych bywalców opisał Jerzy Krzywik Kaźmierczyk w zbiorze wspomnień o dawnych łódzkich lokalach (Lorneta z meduzą. Wędrówki łódzką nocą, „Księży Młyn” Dom Wydawniczy Michał Koliński, 2014, ISBN 978-83-7729-132-0)[176]; w roku 1997 w lokalu po restauracji „Smakosz” Piotr Czaja otworzył pub „Avalon”, który wkrótce zmienił nazwę na „Film Pub”, a działalność zakończył już w kwietniu 1998 roku po zniszczeniu wnętrza w wyniku eksplozji ładunku wybuchowego[s],
- nr 5 – eklektyczna kamienica – rezydencja fabrykanta Karola Kretschmera, właściciela tkalni chustek wełnianych, wzniesiona w latach 1888–1896, w miejscu tkalni (przeniesionej na Szosę Milscha, ob. ul. Mikołaja Kopernika 62), według projektu Franciszka Chełmińskiego, z widoczną od strony podwórza piętrową kuczką żydowską[19]; w pierwszych latach po II wojnie światowej była siedzibą Starostwa Grodzkiego Śródmiejsko-Łódzkiego[180]; od 2012 roku planowany jest jej remont[19]; w piwnicy kamienicy mieści się klub muzyczny Łódzka Piwnica Artystyczna „Przechowalnia”, założony i prowadzony od 1995 roku przez małżonków Elżbietę Adamiak i Andrzeja Poniedzielskiego[13][14]; piętra i poddasze zajmują biura Miejskiego Przedsiębiorstwa Geodezyjnego[19]; w połowie 2016 roku została wszczęta procedura wpisania obiektu do rejestru zabytków[156],
- nr 6 (oraz al. Tadeusza Kościuszki 14) – narożny gmach dawnego rosyjskiego Banku Państwa, od 1927 roku siedziba Banku Polskiego S.A.[31], od 1945 roku siedziba oddziału okręgowego Narodowego Banku Polskiego, od lat 90. XX w. do 2013 także IV Oddziału Kredyt Banku S.A.[28],
- nr 7 (oraz al. Tadeusza Kościuszki 13) – narożna kamienica, w której w okresie PRL mieściła się kawiarnia „Masza” (kat. I)[175],
- nr 8 – oficyna nieistniejącego pałacu Juliusza Kunitzera z 1888 roku[t], od 1987 roku budynek zaplecza PKO Banku Polskiego – oddziału nr 1 w Łodzi[181],
- nr 15/17 – dom rezydencjonalny Henryka Federa z końca XIX w., w sąsiedztwie terenu o powierzchni 1,6 ha[182] po wyburzonej na początku drugiej dekady XXI w. Fabryce Kosmetyków „Pollena-Ewa” S.A.,
- nr 26 – kamienica, w której 14 sierpnia 1922 roku urodził się wiceadm. Zdzisław Studziński, dowódca Marynarki Wojennej PRL w latach 1955–1969 (zm. 7 marca 1976 w Gdyni); na ścianie frontowej kamienicy znajduje się poświęcona mu tablica. W oficynie mieścił się XII Dom Studencki Uniwersytetu Łódzkiego[183],
- nr 49 – dawny dom rezydencjonalny[59],
- nr 58/60 – fabryka tekstyliów „Magam” Sp. z o.o., produkująca etykiety i taśmy tkane, taśmy firanowe i zasłonowe (największy producent w Polsce)[184],
- nr 61 – dawny dom rezydencjonalny Kazimierza i Marianny Rosiaków[59],
- nr 69 – Centrum Sportu Uniwersytetu Medycznego w Łodzi[126],
- nr 70B – prywatny dom studencki „Chill In”, ze 153 pokojami jedno- lub dwuosobowymi i ogrodem na dachu, otwarty we wrześniu 2021 roku[125],
- nr 71 – siedziba Klubu Sportowego „Orzeł” Łódź i Klubu Żużlowego „Orzeł” Łódź – Obiekt Sportowy MOSiR – na terenach należących w II połowie XIX w. do Fryderyka Sellina, czyli tzw. Zelinówce (vel Selinówce)[185] ; pierwszy stadion powstał tam już w 1925 roku, po II wojnie światowej został przystosowany do rozgrywania zawodów żużlowych[44] ; nowy stadion piłkarsko-żużlowy – Moto Arena Łódź – na 10 400 widzów (otwarty 29 lipca 2018 roku)[107][108]; ponadto siedziba Studium Wychowania Fizycznego i Sportu Uniwersytetu Medycznego,
- nr 72 – pozostałości parowej przędzalni wełny Edwarda Scholza vel Scholtza z 1881 roku (w latach 90. XIX w. odbudowana po pożarze)[22][23][147],
- nr 74 – siedziba „Trade-Stomil” Sp. z o.o.[186],
- nr 80 – hostel „Fresco”[187],
- nr 86 – dawny gmach koszar przedwojennego 4 Pułku Artylerii Ciężkiej WP, w latach 1959–1967 siedziba 8 Łódzkiego Szkolnego Pułku Samochodowego Korpusu Bezpieczeństwa Wewnętrznego (po rozwiązaniu KBW od 1966 roku – 8 Łódzkiego Pułku Wojsk Obrony Wewnętrznej), zmodernizowany w 2007 roku, obecnie siedziba Urzędu Skarbowego Łódź-Polesie; na ścianie frontowej gmachu znajduje się tablica upamiętniająca stacjonujące tam jesienią 1914 roku oddziały Legionów Polskich, wmurowana 18 października 2004 roku, w 90. rocznicę wydarzenia,
- nr 92 – siedziba Wojskowego Centrum Kształcenia Medycznego im. gen. bryg. dr. med. Stefana Hubickiego w Łodzi, utworzonego 1 stycznia 2011 roku w wyniku przeformowania Centrum Szkolenia Wojskowych Służb Medycznych i Szkoły Podoficerskiej Służb Medycznych,
- nr 94 i 96 – tzw. Cytadela Robotnicza – dwie siostrzane kamienice, odizolowane od innych kamienic, stojące przy końcowym odcinku ulicy,
- nr 100 – dawny dom rezydencjonalny Josela vel Józefa Rosenblatta[i], od 1987 roku budynek zaplecza PKO Banku Polskiego – oddziału nr 1 w Łodzi[181] z końca XIX w., obecnie biura zakładów „Polifarb-Łódź” Sp. z o.o.,
- nr 100/102 – zakłady „Polifarb-Łódź” Sp. z o.o. – od 17 stycznia 1992, wcześniej: Zjednoczone Zakłady Farb i Lakierów w Gliwicach, Zakład nr 6 z siedzibą w Łodzi (od 2 stycznia 1946 do 1951), Łódzka Wytwórnia Farb i Lakierów (1951–76), „Polifarb” Zakłady Farb i Lakierów w Łodzi (1976–92)[153],
- nr 104 – dawna siedziba Wojewódzkiego Sztabu Wojskowego w Łodzi (do 31 grudnia 2012) oraz Wojskowej Komendy Uzupełnień w Łodzi (do 19 marca 2017[188]), a na terenie przyległym do budynku WKU – skansen militarny, otwarty 16 września 2009 roku jako wspólne przedsięwzięcie Muzeum Tradycji Niepodległościowych w Łodzi i Wojewódzkiego Sztabu Wojskowego w Łodzi, eksponujący m.in. armaty przeciwpancerne wz. 43 kalibru 57 mm, czołg T-34 (sprowadzony z Kutna, gdzie przez wiele lat pełnił funkcję pomnika w jednym z osiedli mieszkaniowych), śmigłowiec Mi-2 (sprowadzony z 23 Bazy Lotniczej w Mińsku Mazowieckim) i samolot szkolno-treningowy PZL TS-11 „Iskra” (sprowadzony z Wyższej Szkoły Oficerskiej Sił Powietrznych w Dęblinie)[76][77].

Według stanu na grudzień 2024 roku do gminnej ewidencji zabytków miasta Łodzi było wpisanych 17 obiektów położonych przy ul. 6 Sierpnia: 9 kamienic (pod numerami: 1/3, 4, 14, 28, 29, 30, 32, 37 i 70A), dwa budynki frontowe (pod numerami 7 i al. Tadeusza Kościuszki 13), rezydencja Karola Kretschmera (pod numerem 5), oficyna pałacu Juliusza Kunitzera (pod numerem 8) i 4 domy rezydencjonalne (pod numerami 15/17, 49, 61 i 100).

## Oznakowanie
Od 2006 roku ulica jest oznakowana w ramach łódzkiego SIM tablicami w dwóch wariantach:
- na odcinku leżącym w strefie turystyczno-historycznej (od skrzyżowania z ul. Piotrkowską do skrzyżowania z ul. Wólczańską – nr 1/3–9 i 2–8)

| ulica      |
| 6 Sierpnia |
| Centrum    |

- na odcinku leżącym poza strefą turystyczno-historyczną (od skrzyżowania z ul. Wólczańską do skrzyżowania z al. Włókniarzy – nr 11–71 i 10–104)

| ulica         |
| 6 Sierpnia    |
| Stare Polesie |

## Numeracja i kody pocztowe
- Numery parzyste: 2–104; w źródle niemieckim z okresu II wojny światowej, jako Straße der 8. Armee[h]: 2–304[189]
- Numery nieparzyste: 1–71; w źródle niemieckim z okresu II wojny światowej, jako Straße der 8. Armee[h]: 1–301[189]
- Kody pocztowe: 90-646 (1–7 nieparzyste i 68–104 parzyste), 90-422 (2), 90-415 (4–10 parzyste), 90-606 (9–13 nieparzyste), 90-416 (12–20 parzyste), 90-616 (15–33 nieparzyste), 90-623 (22–36 parzyste), 90-617 (35–51 nieparzyste), 90-637 (38–54 parzyste), 90-636 (53–61 nieparzyste), 90-638 (56–66 parzyste), 90-645 (63–71 nieparzyste)[190]

## Komunikacja miejska

### Stan obecny
Ulicą kursują autobusy komunikacji miejskiej MPK – Łódź na odcinku między ul. gen. Lucjana Żeligowskiego a ul. Stefana Żeromskiego (trasa stała według stanu na sierpień 2025, nie uwzględniono ewentualnych tymczasowych zmian trasy i linii zastępczych):
- linii dziennej

„65B” – od 8 sierpnia 2022 – z Portu Lotniczego Łódź (niektóre kursy z pętli przy sortowni odpadów przy ul. Zamiejskiej) w kierunku osiedla Radogoszcz Wschód i w kierunku powrotnym.
Przy ulicy znajdują się dwa przystanki „na żądanie” (nr 2156 – w kierunku wschodnim i nr 2391 – w kierunku zachodnim): przed skrzyżowaniem z ul. kpt. Stefana Pogonowskiego.

### W przeszłości
W przeszłości ulicą 6 Sierpnia kursowały:
- tramwaje linii dziennych – na odcinku między ul. Piotrkowską (w latach 1940–1945 – Adolf Hitler Straße) a al. Tadeusza Kościuszki (w latach 1940–1945 – Hermann Göring Straße)

„6” – podczas II wojny światowej od 1942 roku, ze Schlageterstraße przy Blücherplatz (ob. ul. Zielona przy pl. gen. Józefa Hallera) w kierunku Sängerstraße przy Christian Wergau Straße (ob. ul. Walerego Wróblewskiego przy ul. Proletariackiej) i w kierunku powrotnym,
„7” – od 22 października 1945 do 25 października 1950 – z pl. 9 Maja (ob. pl. gen. Józefa Hallera) na Chojny do pętli przy ul. Śląskiej i w kierunku powrotnym; od 26 października 1950 roku torowisko w ul. 6 Sierpnia zostało wyłączone z eksploatacji,
„14” – podczas II wojny światowej od 14 grudnia 1939 (dzień wznowienia komunikacji tramwajowej zawieszonej od 9 września) do 1942 roku (wtedy zastąpiła ją linia „6”) – z pl. gen. Józefa Hallera (od 1940 Blücherplatz) w kierunku ul. Kątnej (od 1940 Sängerstraße, ob. ul. Walerego Wróblewskiego) przy ul. Proletariackiej (w 1940 Grafenweg, późn. do 1945 Christian Wergau Straße),
„17” – od 26 października 1927 (pierwszy dzień eksploatacji torowiska w ul. 6 Sierpnia) do 8 września 1939 (z dniem następnym niemieckie władze okupacyjne zawiesiły funkcjonowanie komunikacji tramwajowej) – z pl. Fryderyka Sellina (od 1930 pl. gen. Józefa Hallera) w kierunku pl. Reymonta i w kierunku powrotnym,
- autobusy linii dziennych

„52” – od 10 sierpnia 1992 do 25 lipca 1999 – ze Starych Chojen w kierunku pl. Norberta Barlickiego – na odcinku od ul. gen. Lucjana Żeligowskiego do ul. Małej,
„65” – od 10 sierpnia 1992 do 21 czerwca 1998 – z Nowych Sadów w kierunku pętli na ul. Bazarowej – na odcinku od ul. gen. Lucjana Żeligowskiego do ul. Stefana Żeromskiego, od 22 czerwca 1998 do 23 maja 2000 – z Nowych Sadów w kierunku ronda Powstańców 1863 roku – na odcinku od al. Włókniarzy do ul. Stefana Żeromskiego, od 14 września 1998 na odcinku od ul. gen. Lucjana Żeligowskiego do ul. Stefana Żeromskiego, od 24 maja 2000 do 30 kwietnia 2004 – z Nowych Sadów (od 1 lutego 2004 niektóre kursy z Portu Lotniczego Łódź) w kierunku osiedla Radogoszcz Wschód) – na odcinku od ul. gen. Lucjana Żeligowskiego do ul. Stefana Żeromskiego, od 1 maja 2004 do 1 kwietnia 2017 – z Portu Lotniczego Łódź im. Władysława Reymonta w kierunku osiedla Radogoszcz Wschód – na odcinku od ul. gen. Lucjana Żeligowskiego do ul. Stefana Żeromskiego,
„65A” – od 1 maja 2004 do likwidacji z dniem 1 lipca 2016 – z Nowych Sadów w kierunku osiedla Radogoszcz Wschód – na odcinku od ul. gen. Lucjana Żeligowskiego do ul. Stefana Żeromskiego, od 4 lutego 2018 do 13 lipca 2022 – z Portu Lotniczego Łódź (niektóre kursy z pętli przy sortowni odpadów przy ul. Zamiejskiej) w kierunku osiedla Radogoszcz Wschód – na odcinku od ul. gen. Lucjana Żeligowskiego do ul. Stefana Żeromskiego,
„73” – od 26 lipca 1999 do 1 kwietnia 2017 – z osiedla Radogoszcz Zachód w kierunku pl. Norberta Barlickiego – na odcinku od ul. gen. Lucjana Żeligowskiego do ul. Stefana Żeromskiego,
„74” – od 6 lipca 1992 (dzień ponownego uruchomienia) do 22 czerwca 1997 – z Nowego Złotna w kierunku pl. Norberta Barlickiego – na odcinku od ul. Stefana Żeromskiego do ul. Małej (bez przystanku), od 23 czerwca 1997 do 25 lipca 1999 – z Huty Jagodnica w kierunku pl. Norberta Barlickiego – na odcinku od ul. Stefana Żeromskiego do ul. Małej (bez przystanku),
„79” – od 1 stycznia 2001 (dzień ponownego uruchomienia) do 1 kwietnia 2017 – z osiedla Radogoszcz Wschód w kierunku pl. Norberta Barlickiego – na odcinku od ul. gen. Lucjana Żeligowskiego do ul. Stefana Żeromskiego,
„86” – od 10 sierpnia 1992 do 1 kwietnia 2017 – z Retkini w kierunku pl. Henryka Dąbrowskiego – na odcinku od ul. gen. Lucjana Żeligowskiego do ul. Stefana Żeromskiego, od 2 kwietnia 2017 do 30 czerwca 2018 – z Retkini w kierunku dworca Łódź Fabryczna – na odcinku od ul. gen. Lucjana Żeligowskiego do ul. Stefana Żeromskiego,
„86A” – od 1 lipca 2018 do 24 kwietnia 2021 – z Retkini w kierunku dworca Łódź Fabryczna,
„86B” – od 1 lipca 2018 do 24 kwietnia 2021 – z Retkini w kierunku dworca Łódź Fabryczna, od 25 kwietnia do 11 sierpnia 2021 i od 1 września 2021 do 2 marca 2022 – z Retkini w kierunku pl. Norberta Barlickiego – na odcinku od ul. gen. Lucjana Żeligowskiego do ul. Gdańskiej, od 12 do 31 sierpnia – z Retkini w kierunku pl. Wolności – na odcinku od ul. gen. Lucjana Żeligowskiego do ul. Gdańskiej,
„89” – od 26 lipca 1999 do 4 lipca 2000 – z osiedla Radogoszcz Wschód w kierunku pl. Norberta Barlickiego – na odcinku od ul. gen. Lucjana Żeligowskiego do ul. Stefana Żeromskiego.